# Venus (Planet)
Die Venus (IPA: [ˈveːnʊs] anhörenⓘ) ist mit einer durchschnittlichen Sonnenentfernung von 108 Millionen Kilometern der zweitinnerste und mit einem Durchmesser von ca. 12.100 Kilometern der drittkleinste Planet des Sonnensystems. Sie zählt zu den vier erdähnlichen Planeten, die auch terrestrische oder Gesteinsplaneten genannt werden.
Die Venus ist der Planet, der auf seiner Umlaufbahn der Erdbahn mit einem minimalen Abstand von 38 Millionen Kilometern am nächsten kommt. Sie hat eine ähnliche Größe wie die Erde, unterscheidet sich aber in Bezug auf die Geologie und vor allem hinsichtlich ihrer Atmosphäre. Diese besteht zu 96 % aus Kohlenstoffdioxid und ihr Oberflächendruck ist 90-mal höher als auf der Erde.
Nach Sonne und Mond ist die Venus das hellste astronomische Objekt am nächtlichen Himmel. Weil sie als einer der unteren Planeten nur am Morgen- oder Abendhimmel sichtbar ist und nie gegen Mitternacht, wird sie auch Morgenstern und Abendstern genannt. Schon mit einem kleinen Fernrohr ist sie auch am Taghimmel beobachtbar, manchmal sogar freiäugig. Doch auch bei Erdnähe (ca. alle eineinhalb Jahre) lassen sich nur die Wolkenstreifen der äußerst dichten Atmosphäre erkennen. Die Erkundung der Oberfläche erfordert Radar.
Das astronomische Symbol des Planeten Venus, das Venussymbol ♀, gilt als stilisierte Repräsentation des Handspiegels der namensgebenden römischen Liebesgöttin Venus.

## Himmelsmechanik

### Umlaufbahn
Die große Bahnhalbachse der Venus misst 108.208.930 km; das ist der Abstand zwischen ihrem Schwerpunkt und dem gemeinsamen Schwerpunkt mit der Sonne, der wegen der vergleichsweise geringen Venusmasse nur 264 km vom Sonnenzentrum entfernt liegt. Die große Halbachse beträgt etwa 72,3 % des mittleren Erdbahnradius, das sind damit 0,723 Astronomische Einheiten (AE). Der sonnennächste Punkt der Umlaufbahn, das Perihel, liegt bei 0,718 AE und ihr sonnenfernster Punkt, das Aphel, bei 0,728 AE. Zwar kommt Venus der Erde näher als jeder andere Planet (Minimum 0,256 AE), im zeitlichen Mittel hat jedoch Merkur einen geringeren Abstand zu Venus (0,779 AE) und Erde (1,039 AE). Der mittlere Abstand zur Erde beträgt 1,136 AE. Die Venus liegt knapp außerhalb der habitablen Zone, da sie für die Existenz flüssigen Wassers der Sonne zu nahe ist. Die Bahnebene der Venus ist 3,395° gegen die Ekliptikebene der Erde geneigt. Die siderische Umlaufperiode – die Dauer eines Venusjahres – beträgt 224,701 (Erd-)Tage.
Die Umlaufbahn der Venus hat unter allen Planetenbahnen die geringste Exzentrizität. Die numerische Exzentrizität beträgt nur rund 0,0067; das heißt, dass die Abweichung der Planetenbahn von einer idealen Kreisbahn sehr gering ist. Die Venus hat also die kreisförmigste Bahn aller Planeten. Noch geringere Abweichungen von der Kreisform haben im Sonnensystem nur die Umlaufbahnen einiger Monde und mancher Asteroiden. Dafür ist die Neigung der Venusbahn gegen die Bahnebene der Erde mit etwa 3,4° nach der Inklination von Merkur (7,0°) mit am größten, wenn auch deutlich mäßiger.

### Rotation

Die rückläufig rotierende Venus (generiert aus Radardaten der Sonde Magellan)

Schema der Drehrichtungen der Rotation und des Umlaufes der Venus im Zehn-Erdtage-Intervall, von ihrem Nordpol aus gesehen

Die Rotation der Venus ist im Gegensatz zum sonst fast ausschließlich vorherrschenden Drehsinn der Eigendrehung und der Umlaufbewegung der Planeten und der meisten Monde im Sonnensystem rückläufig (retrograd). Das heißt, dass die Venus von ihrem Nordpol aus gesehen im Uhrzeigersinn rotiert. Gemäß der Definition der Internationalen Astronomischen Union (IAU) ist der Nordpol eines Planeten derjenige, welcher auf der gleichen Seite der Ekliptik liegt wie der Nordpol der Erde. Somit geht auf der Venus die Sonne im Westen auf und im Osten unter. Die Neigung der Rotationsachse wird daher zumeist nicht mit 2,64°, sondern mit 177,36° angegeben, so, als wäre die Achse bei ursprünglich progradem Drehsinn auf den Kopf gekippt worden. Unter den Planeten im Sonnensystem weist außer der Venus nur noch der Uranus einen retrograden Rotationssinn auf; unter den bekannten Zwergplaneten ist das nur bei Pluto der Fall. Durch die geringe Neigung des Venusäquators gegen die Bahnebene gibt es auf dem Planeten keine Jahreszeiten.
Die rückläufige Eigendrehung der Venus ist zudem außergewöhnlich langsam: Eine siderische Rotationsperiode (das heißt, relativ zu den Fixsternen) dauert 243,025 Erdtage, und damit sogar 8 Prozent länger als die Umlaufperiode (224,701 Erdtage). Durch den rückläufigen Drehsinn dauert die auf die Sonne bezogene Rotationsperiode – also ein Venustag – jedoch „nur“ 116,75 Erdtage; im rechtläufigen Fall würde das Verhältnis zwischen der Rotations- und der Umlaufgeschwindigkeit fast eine gebundene Rotation bedeuten, wie im vollendeten Beispiel des Erdmondes, der dadurch der Erde ständig dieselbe Seite zuwendet. Der Venus wäre damit gegenüber der Sonne ein ähnliches Schicksal beschieden. Die Ursache des retrograden Drehsinns und der besonders niedrigen Geschwindigkeit der Venusrotation ist nicht bekannt. Einer Hypothese zufolge könnte es das Resultat einer Kollision mit einem großen Asteroiden sein.
Die synodische Rotationsperiode der Venus (das heißt relativ zur Erde) beträgt im Mittel 145,928 Tage. Das ist der Turnus, mit dem ein Venusmeridian parallel zur heliozentrischen Länge der Erde liegt. Da die fünffache Periode auf wenige Stunden genau zwei Erdenjahren entspricht, ergibt sich eine annähernd pentagrammartige Verteilung dieser Stellungen. Nach Messungen der Raumsonde Venus Express ist die Rotationsdauer der Venus etwa 6,5 Minuten länger als von der Raumsonde Magellan gemessen.

### Bahnstörungen und Resonanzen

Das Venuspentagramm. Die Verteilung der Positionen der unteren Konjunktionen der Venus am Himmel in den Jahren 2020 bis 2028. Zwei Achtjahreszyklen zuvor lagen Anfang und Endpunkt des sich nicht exakt schließenden Pentagramms auf den beiden Venustransite in den Jahren 2004 und 2012.

Zusammen mit der Bahnperiode der Erde von 365,256 Tagen ergibt sich als Zeitraum zwischen zwei aufeinander folgenden größten Annäherungen eine Periode von rund 584 Tagen beziehungsweise 1,6 Jahren, die auch als gegenseitige Bahnstörungsperiode aufgefasst werden kann. Von der Erde aus gesehen ist das die synodische Umlaufperiode der Venus. Die Umlaufzeiten von Venus und Erde befinden sich zueinander in der Kommensurabilität 8 : 13 (genau 8 : 13,004); das heißt, sie stehen in einem Verhältnis, das auf einem gemeinsamen Maß beruht und sich dementsprechend fast exakt durch kleine ganze Zahlen ausdrücken lässt. Innerhalb von 8 Erdumläufen werden 13 Venusumläufe zurückgelegt, beide Planeten befinden sich hinterher annähernd am selben Ort. Aus der Differenz der beiden Zahlen (13 − 8 = 5) kann man im Fall eines übereinstimmenden Umlaufsinns ablesen, dass sich die größten Annäherungen im Idealfall von genau kreisförmigen Bahnen auf jeweils 5 verschiedene Bahnpunkte exakt gleichmäßig verteilen würden. Die räumliche Reihenfolge der Bahnpunkte nach jeweils einem Ganzen und drei Fünfteln eines Sonnenumlaufs ergibt mit gedachten Verbindungslinien das Venuspentagramm. Eventuell ist diese Eigenart auch mit ein Grund für die sehr geringe Exzentrizität der Venusbahn. Kommensurabilitäten führen durch den Resonanzeffekt zu starken Bahnstörungen, die umso ausgeprägter sind, je genauer das Verhältnis der Zahlen erreicht wird und desto kleiner die Differenz zwischen ihnen ist. Das bekannteste Beispiel ist der Einfluss des Jupiter auf die Verteilung der Planetoiden, der durch solche Resonanzeffekte innerhalb des Planetoidengürtels zu Kommensurabilitätslücken (Kirkwoodlücken) und -häufungen führt. Ähnliche Auswirkungen haben auch die Umlaufbewegungen unter den Monden des Saturn auf die Struktur seines Ringsystems. Alle jeweils benachbarten Planeten und regulären Monde bewegen sich in kommensurablen Umlaufverhältnissen und unterstreichen damit die gewisse Regelmäßigkeit der Bahnabstände im Sonnensystem (siehe auch: Titius-Bode-Reihe).
Der mittlere Bahnabstand zum Merkur, dem kleinsten Planeten und inneren Bahnnachbarn der Venus, beträgt rund 50,3 Mio. Kilometer (0,336 AE). Das ist nur etwas weniger als dessen große Bahnhalbachse (0,387 AE). Die mittlere Bahnstörungsperiode zwischen der Venus und dem Merkur beträgt 144,565 Tage. Ihre Umlaufzeiten haben das kommensurable Verhältnis 5 : 2 (genau 5 : 1,957). Im Idealfall würden sich die größten Annäherungen also auf jeweils drei Bahnpunkte gleichmäßig verteilen, doch die Umlaufbahn des Merkurs ist fast so exzentrisch wie die des Zwergplaneten Pluto.
Die zweijährige Gesamtperiode des Zusammenspiels der Venusrotation mit der Erdbewegung steht mit 729,64 Tagen in einem Verhältnis 4 : 5 (4 : 4,998) zur synodischen Umlaufperiode der Venus. Das synodische Venusjahr umfasst mit 583,924 Tagen vier mittlere synodische Rotationen (1 : 4,001). Ein Beobachter auf der Venus würde – bei unbeeinträchtigter Sicht – die Erde alle 146 Erdentage beziehungsweise alle 1,25 Venustage an der gleichen Position finden. Die Venus wendet der Erde zum Beispiel bei jeder oberen und jeder unteren Konjunktion, sowie, von der Sonne aus gesehen, bei jeder 90°-Stellung (nach Osten beziehungsweise nach Westen) praktisch immer ein und dieselbe Seite zu, – die Seite des Nullmeridians. Von diesem Standort aus würde die Erde alle 146 Tage abwechselnd zur Mittagszeit, gegen Sonnenuntergang, um Mitternacht und gegen Sonnenaufgang ihren Höchststand haben. Das markante Beispiel der Erdausrichtung der Hemisphäre des Nullmeridians bezieht sich auf die gleichen räumlichen Erdpositionen wie die alleinige Folge der unteren Konjunktionen, nur mit der schnelleren Periode und in der umgekehrten Reihenfolge des Pentagrammmusters. Die kleine Abweichung der Venusrotation bedeutet nur eine systematische Verschiebung um jeweils gut einen halben Längengrad in Richtung Osten.
Während acht Umlaufperioden der Erde beziehungsweise dreizehn Umlaufperioden der Venus mit fünf Konjunktionsperioden zueinander rotiert die Venus, ebenfalls fast auf den Tag genau, zwölfmal relativ zu den Sternen, 20-mal relativ zur Erde und 25 Mal relativ zur Sonne. Es liegt die Vermutung nahe, dass es sich insgesamt um ein Resonanzphänomen handelt.

V. l. n. r.: Maßstabsgetreue Darstellung der Abstände zwischen Sonne (gelb), Merkur, Venus (schwarz) und Erde (blau) mit den Schwankungsbreiten ihrer elliptischen Umlaufbahnen. Weiterhin ist der Durchmesser der Sonne maßstabsgetreu eingezeichnet. Die Planeten wurden, um überhaupt erkennbar zu sein, auf 85 % des Sonnendurchmessers vergrößert.

### Planet ohne Mond
Die Venus hat keinen natürlichen Satelliten. Im Jahr 1672 behauptete der italienische Astronom Giovanni Domenico Cassini, einen solchen entdeckt zu haben, und nannte ihn Neith, nach der ägyptischen Göttin Neith („die Schreckliche“). Bis in der Neunzigerjahre des 19. Jahrhunderts war der Glaube an einen Venusmond verbreitet, bevor sich herausstellte, dass anscheinend irrtümlich Sterne für einen Mond gehalten worden waren.
Seit Mitte der 1960er Jahre gibt es von verschiedenen Wissenschaftlern die Hypothese, dass es sich bei dem äußerlich sehr erdmondähnlichen Merkur um einen entwichenen Trabanten der Venus handelt. Durch seine Gezeitenwechselwirkung soll er unter anderem die Rotation der Venus umgekehrt haben. Mit dieser Annahme kann auch erklärt werden, warum die beiden Planeten als einzige im Sonnensystem keinen Begleiter haben.
2006 veröffentlichten Alex Alemi und David Stevenson vom California Institute of Technology ihre Hypothese, nach der ein ehemaliger Mond der Venus durch deren rückläufige Rotation abgestürzt wäre. Der Satellit sei demnach analog der Entstehung des Erdmondes durch eine große, fast nur streifende Kollision entstanden, deren Trümmerprodukte sich großteils im Venusorbit zu einem Satelliten vereint hatten. Nach der allgemeinen Ansicht unter Astronomen ist es in der Frühzeit des Sonnensystems zu sehr großen Einschlägen auf den Planeten gekommen, von denen nach dieser Theorie einer den Rotationssinn der Venus umgekehrt haben soll. Alemi und Stevenson gehen des Weiteren davon aus, dass letztere Kollision der Venus die zweite nach der Bildung des einstigen Venusmondes war und der Satellit sich durch die Umkehrung der Gezeitenwirkung nicht mehr wie der Erdmond langsam von seinem Planeten entfernte, sondern stattdessen wieder näherte und sich mit der Venus wieder vereinte. Beweisen lässt sich das jedoch schwerlich, denn durch die vulkanische Umformung der Venus dürften alle denkbaren Spuren mittlerweile längst getilgt sein.
Die Venus hat lediglich drei Quasisatelliten: Die Asteroiden (322756) 2001 CK32, (524522) Zoozve und 2012 XE133 begleiten sie auf eigenen Umlaufbahnen mit einer 1:1-Bahnresonanz. Mit dem Asteroiden 2013 ND15 wurde auch ein Trojaner der Venus entdeckt; um 60° vorauslaufend.

## Aufbau
Größe und allgemeiner Aufbau der Venus sind der Erde sehr ähnlich. Die Venus hat mit 12.103,6 Kilometern fast den gleichen Durchmesser wie die Erde und auch fast die gleiche mittlere Dichte. Oft werden die beiden „Planetenschwestern“ auch als „Zwillinge“ bezeichnet. Doch so sehr sie sich in der Masse und in der chemischen Zusammensetzung auch gleichen, unterscheiden sich die Oberflächen und die Atmosphären beider Planeten doch stark.

### Atmosphäre
Die Venus ist der einzige solare Gesteinsplanet mit einer ständig undurchsichtigen Atmosphäre. Unter den weiteren festen Körpern des Sonnensystems hat diese Eigenschaft nur der Saturnmond Titan.

#### Zusammensetzung

Zusammensetzung der Venusatmosphäre

Druck- und Temperaturverlauf

Die Atmosphäre der Venus besteht hauptsächlich aus Kohlendioxid. Stickstoff macht 3,5 % aus, Schwefeldioxid (150 ppm), Argon (70 ppm) und Wasser (20 ppm) kommen in Spuren vor. Wegen der großen Gesamtmasse der Atmosphäre befindet sich in ihr etwa fünfmal so viel Stickstoff wie in der Erdatmosphäre. Die Venusatmosphäre hat rund 90-mal so viel Masse wie die Lufthülle der Erde und bewirkt am mittleren Bodenniveau einen Druck von 92 bar. Dies kommt dem Druck in gut 910 m Meerestiefe gleich. Die Atmosphäre ist an der Oberfläche mit ca. 65 kg/m³ im Mittel etwa 50-mal so dicht wie auf der Erde (ca. 1,2 kg/m³, entspricht etwa 1/800 der Dichte von Wasser). Da das Gasgemisch unter diesen Bedingungen in einem überkritischen Zustand ist, kann man auch von einem Gasozean sprechen.
Unterhalb einer Höhe von 28 Kilometern findet man rund 90 Prozent der Atmosphärenmasse, das entspricht etwa einem Drittel der Masse des irdischen Weltmeeres. Dieser dichten Dunstschicht weit unterhalb der Wolkendecke wurden die von verschiedenen Sonden registrierten elektromagnetischen Impulse zugeschrieben, die für sehr häufige Blitzentladungen sprechen. Innerhalb der Wolken hätten von Gewittern aufleuchtende Blitze bei Nacht auffallen müssen, aber auf der Nachtseite der Venus konnten keine entsprechenden Leuchterscheinungen beobachtet werden. Über den Wolken reichen äußere Dunstschichten bis in eine Höhe von etwa 90 Kilometern. Rund 10 km höher endet die Troposphäre. In der darüberliegenden etwa 40 km dicken Mesosphäre erreicht die Temperatur Tiefstwerte von rund −100 °C. In dem anschließenden Stockwerk, der Thermosphäre, steigt die Temperatur infolge der Absorption der Sonnenstrahlung. Minusgrade herrschen insgesamt nur am Grund der Thermosphäre bis hinunter in die oberen Wolkenlagen. Die Exosphäre als äußerste Atmosphärenschicht erstreckt sich in einer Höhe von etwa 220 bis 250 Kilometern.

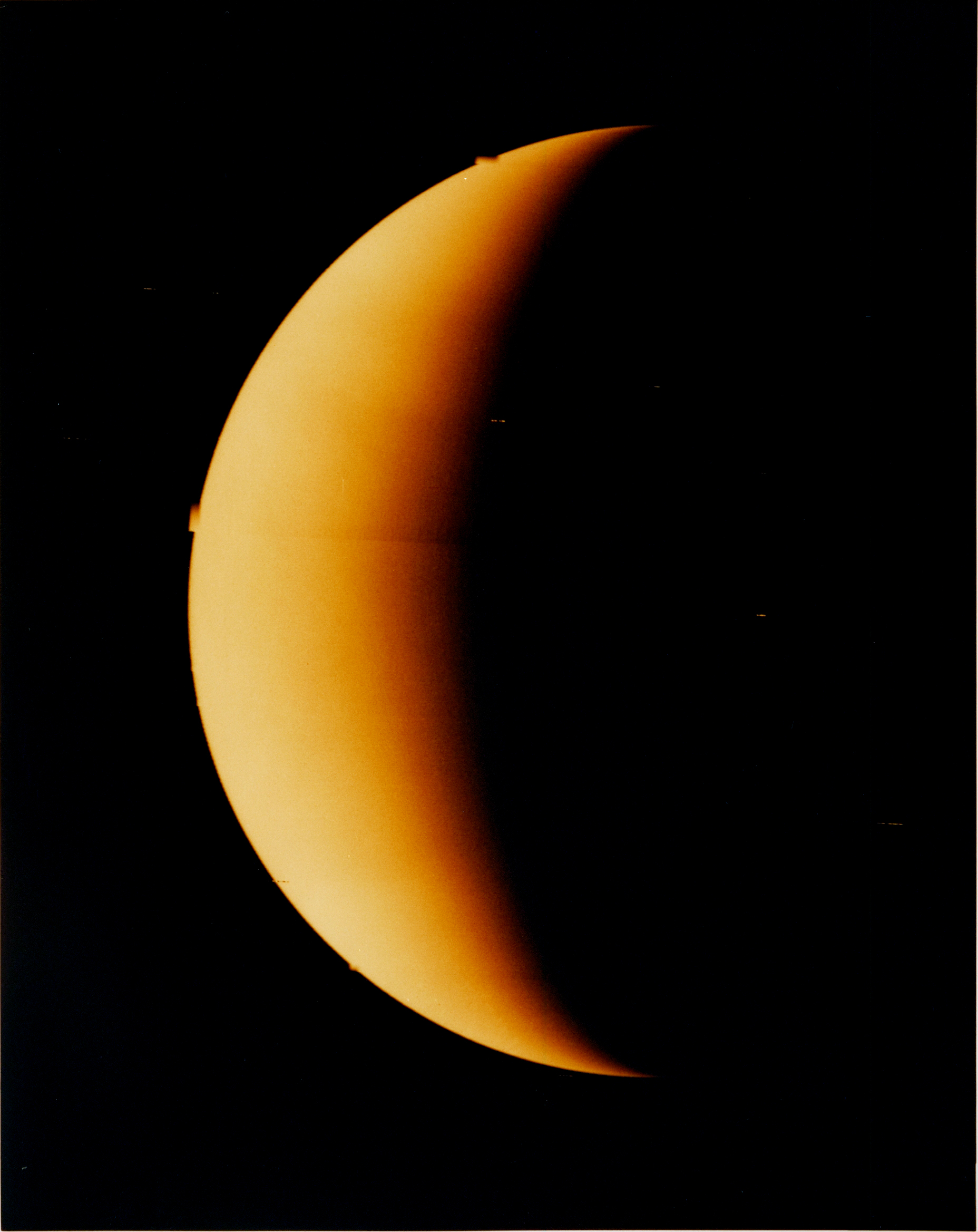
Die strukturlose Venussichel, aufgenommen von Pioneer-Venus 1

Dass die Atmosphäre der Venus von außen völlig undurchsichtig ist, liegt nicht an der großen Masse und Dichte der Gashülle, sondern hauptsächlich an einer stets geschlossenen Wolkendecke. Diese befindet sich mit ihrer Unterseite in einer Höhe von etwa 50 km und ist rund 20 km dick. Ihr Hauptbestandteil sind zu etwa 75 Masseprozent Tröpfchen aus Schwefelsäure. Daneben gibt es auch chlor- und phosphorhaltige Aerosole. In der unteren von insgesamt drei Wolkenschichten gibt es möglicherweise auch Beimengungen von elementarem Schwefel. Größere Tröpfchen der Schwefelsäure regnen ab, aber nur bis unweit der Unterseite der Wolkendecke, wo sie aufgrund der hohen Temperaturen verdampfen und sich anschließend in Schwefeldioxid, Wasserdampf und Sauerstoff zersetzen. Diese Gase steigen bis in die obersten Wolkenbereiche auf und reagieren und kondensieren dort wieder zu Schwefelsäure. Der Schwefel wurde ursprünglich von Vulkanen in Form von Schwefeldioxid ausgestoßen.
Die sphärische Albedo der cremegelben und zumeist strukturlosen Wolkenoberfläche beträgt 0,77; das heißt, sie streut 77 % des von der Sonne praktisch parallel eintreffenden Lichts zurück. Die Erde reflektiert dagegen im Mittel nur 30,6 %. Die von der Venus nicht reflektierte Strahlung wird zu rund zwei Dritteln von der Wolkendecke absorbiert. Diese Energie treibt die obersten äquatorialen Wolkenschichten zu einer Geschwindigkeit von etwa 100 m/s, mit der sie sich immer in Rotationsrichtung der Venus in nur vier Tagen einmal um den Planeten bewegen. Die Hochatmosphäre rotiert somit rund 60-mal schneller als die Venus selbst. Diese Erscheinung wird „Superrotation“ genannt. Der Grund dafür, warum die Auswirkungen gerade so und nicht anders ablaufen, war – zumindest im Fall der Venus – lange nicht befriedigend geklärt. Die Phänomene der Venusatmosphäre wurden mittels der Raumsonde Venus Express detailliert erforscht. Beispielsweise zeigte sich, dass innerhalb von zehn Venusjahren die Geschwindigkeit, mit der sich die Wolken um den Planeten bewegen, von 300 auf 400 km/h gestiegen ist. Die einzigen anderen Beispiele für eine derart schnelle Atmosphärenzirkulation sind im Sonnensystem die Starkwindbänder in der höheren Atmosphäre der Erde und die Wolkenobergrenze des Saturnmondes Titan, dessen Stickstoffatmosphäre am Boden immerhin den anderthalbfachen Druck der irdischen Lufthülle hat. Eine Superrotation gibt es also nur bei den drei festen Weltkörpern des Sonnensystems, die eine dichte Atmosphäre besitzen. Mithilfe der Raumsonde Akatsuki konnte im Jahr 2020 eine durch die Sonneneinstrahlung hervorgerufene thermische Gezeitenwelle als Mechanismus identifiziert werden.
Venus Express entdeckte 2011 eine relativ dünne Ozonschicht in einer Höhe von rund 100 Kilometern.
Venus Express konnte nach der Ankunft an der Venus stark steigende Schwefeldioxidwerte über den Wolken feststellen, die mit der Zeit durch Aufspaltung des SO2 durch das Sonnenlicht zurückgingen. Da bereits Pioneer-Venus 1 nach ihrer Ankunft ähnlich hohe Werte antraf und deren Absinken verfolgen konnte, kommt als Ursache, neben Vulkanausbrüchen, ein regelmäßig durch das Venusklima bedingtes Aufsteigen des Gases aus tieferen Atmosphärenschichten in die Hochatmosphäre in Frage.

#### Wetter

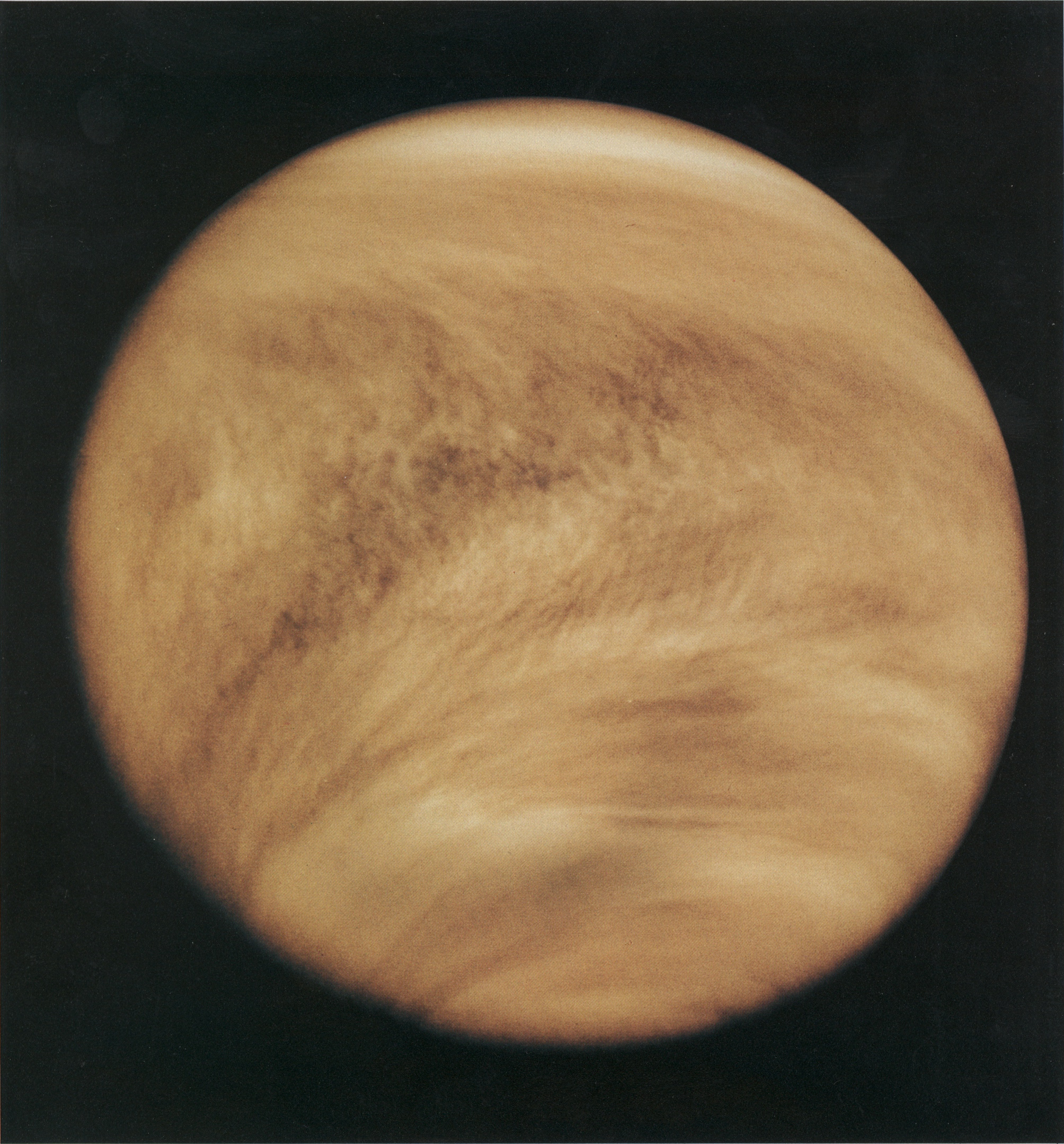
Eine Aufnahme der Venus des Orbiters Pioneer-Venus 1 im ultravioletten Licht (Falschfarben) zeigt deutliche Y-förmige Wolkenstrukturen

Fast die gesamte Gashülle der Venus bildet durch Konvektion große Hadley-Zellen. Die in der am intensivsten bestrahlten Äquatorzone aufgestiegenen Gasmassen strömen in die Polargebiete und sinken dort in tiefere Lagen, in denen sie zum Äquator zurückfließen. Die im ultravioletten Licht sichtbaren Strukturen der Wolkendecke haben daher die Form eines in Richtung der Rotation liegenden Y. Die ersten von Venus Express gelieferten Fotos zeigten – besonders deutlich im infraroten Spektralbereich – einen sich dementsprechend über den größten Teil der beobachteten Südhemisphäre ausbreitenden Wolkenwirbel mit Zentrum über dem Pol. Detailliertere Beobachtungen des Südwirbels machten sein Zentrum als Doppelwirbel sichtbar. Bilder der Sonde von September 2010 zeigten anstelle des rätselhaften Doppelwirbels einen einzelnen eigenartigen Strudel.
Im Dezember 2015 registrierte der Venusorbiter Akatsuki über mehrere Tage eine rund 10.000 Kilometer lange Formation in der Wolkendecke, die sich bogenförmig nach Norden und Süden weit über beide Hemisphären erstreckte. Das Gebilde hatte eine höhere Temperatur als die atmosphärische Umgebung und zog nicht, wie die Wolkendecke insgesamt, mit den schnellen Winden nach Westen, sondern stand mit seinem Zentrum weitgehend stationär über dem Westrand des äquatorialen Hochlands Aphrodite Terra. Die Bogenstruktur beruhte demnach vermutlich auf dem Phänomen einer Schwerewelle, das im Prinzip auch in der Erdatmosphäre vorkommt, das auf der Venus aber sogar die oberen Bereiche der Wolkendecke erreicht.
In Bodennähe wurden bislang nur geringe Windgeschwindigkeiten von 0,5 bis 2 m/s gemessen. Durch die hohe Gasdichte entspricht das auf der Erde immerhin der Windstärke 4, das heißt, es kommt einer mäßigen Brise gleich, die Staub bewegen kann. Von dem auf die Venus einfallenden Sonnenlicht erreichen nur zwei Prozent die Oberfläche und ergeben eine Beleuchtungsstärke von etwa 5000 Lux. Die Sichtweite dort beträgt wie an einem trüben Nachmittag rund drei Kilometer.
Die nicht von den Wolken reflektierte oder absorbierte Strahlung wird hauptsächlich von der unteren, sehr dichten Atmosphäre absorbiert und in thermische Strahlung des Infrarotbereichs umgewandelt. In diesem Wellenlängenbereich ist das Absorptionsvermögen des Kohlendioxids sehr groß und die Wärmestrahlung wird so gut wie vollständig von der unteren Atmosphärenschicht aufgenommen. Der starke Treibhauseffekt (man spricht hier auch vom Venus-Syndrom) ist hauptsächlich durch die Masse an Kohlendioxid bedingt, aber auch die geringen Spuren von Wasserdampf und Schwefeldioxid haben daran einen wesentlichen Anteil. Er sorgt am Boden für eine mittlere Temperatur von 464 °C (737 K). Das liegt sehr weit über der ohne Treibhauseffekt berechneten Gleichgewichtstemperatur von −41 °C (232 K), auch weit über den Schmelztemperaturen von Zinn (232 °C) und Blei (327 °C) und übertrifft sogar die Höchsttemperatur auf dem Merkur (427 °C).
Trotz der sehr langsamen Rotation der Venus sind die Temperaturunterschiede sowohl zwischen der Tag- und der Nachtseite als auch zwischen der Äquatorregion und den Polgebieten sehr gering. Ein Minimum von etwa 440 °C wird in Bodennähe nie unterschritten. Ausgenommen sind nur höhere Gebirgsregionen, so herrschen auf dem höchsten Gipfel 380 °C und ein Druck von 45.000 hPa. Die Maxima betragen an den tiefsten Orten 493 °C und 119.000 hPa. Ohne die Wolkendecke mit ihrem hohen Reflexionsvermögen wäre es auf der Venus noch erheblich heißer.

#### Venuslichter
Seit einer Beobachtung durch Giovanni Riccioli im Jahr 1643 wurden immer wieder einmal Lichter auf der Nachtseite der Venus gemeldet. Solch ein nicht sehr helles, aber im Teleskop auffallendes Leuchten wollen bis in die Gegenwart sowohl Berufs- als auch Amateurastronomen gesehen haben. Bislang gibt es dafür jedoch keinen fotografischen Beleg. Als Ursache der Lichter werden zumeist besonders starke Blitze angenommen. Im Jahr 2001 wurde am Keck-Observatorium ein extrem schwaches Venusleuchten beobachtet. Dieses grünliche Licht entsteht, wenn die Ultraviolettstrahlung der Sonne Kohlendioxid aufgespalten hat und sich die freigesetzten Sauerstoffatome zu einem Sauerstoffmolekül verbinden. Es ist jedoch viel zu schwach, um mit viel einfacheren Teleskopen gesehen werden zu können.

#### Spekulationen über Leben in der Atmosphäre
Es gibt Beobachtungen, die als Hinweise auf sehr widerstandsfähige Mikroorganismen in den Wolken der Venus gedeutet werden können. Dazu zählt nach Dirk Schulze-Makuch und Louis Irwin von der University of Texas in El Paso unter anderem das Fehlen sowie das Vorhandensein bestimmter Gase. Darüber hinaus fand die große Eintauchsonde von Pioneer-Venus 2 in den Wolken Partikel in Bakteriengröße. Dunkle, sich schnell verändernde Flecken in den Wolken der Venus, deren spektroskopische Merkmale mit denen irdischer Biomoleküle und Mikroben übereinstimmen, wurden ebenfalls als Anzeichen von möglichem Leben in der Atmosphäre gewertet. Eine Veröffentlichung aus dem Jahr 2020 schloss aus Messungen des ALMA-Radioteleskops, dass in höheren Schichten der Atmosphäre eine signifikante Konzentration des Gases Monophosphan, auch Phosphin genannt, vorhanden sei. Eine abiotische, d. h. auf nichtbiologischen Prozessen beruhende Erklärung für eine so deutliche Präsenz dieses Gases ist nicht ersichtlich. Wie sich später herausstellte, war das Teleskop falsch kalibriert, sodass die berechnete Phosphinkonzentration um den Faktor sieben zu hoch war. Zwei weitere Studien konnten anhand derselben Messwerte des ALMA-Teleskops gar keine Anzeichen für das Vorhandensein von Phosphin mehr erkennen.

### Oberfläche
| Beide Seiten der Venus                                                                      | Beide Seiten der Venus               | Beide Seiten der Venus                                               |
| ------------------------------------------------------------------------------------------- | ------------------------------------ | -------------------------------------------------------------------- |
| Die 180°- (links) und die 0°-Hemisphäre. Radarkarte aufgenommen von der Raumsonde Magellan. |                                      |                                                                      |
| Die Gattungsnamen der IAU-Nomenklatur für die Topografie der Venus                          |                                      |                                                                      |
| Einzahl (Mehrzahl)                                                                          | Kurzbeschreibung                     | Regel für die Individualnamen                                        |
| Chasma (Chasmata)                                                                           | steilwandig begrenztes Tal           | Jagdgöttinnen                                                        |
| Collis (Colles)                                                                             | Hügel                                | Meeresgöttinnen                                                      |
| Corona (Coronae)                                                                            | Einbruchkrater                       | Göttinnen der Fruchtbarkeit                                          |
| Dorsum (Dorsa)                                                                              | Höhenrücken                          | Himmels- und Lichtgöttinnen                                          |
| Farrum (Farra)                                                                              | vulkanische Quellkuppe               | Wassergöttinnen und Nymphen                                          |
| Fluctus (Fluctus)                                                                           | Lavastromfeld                        | Erdgöttinnen                                                         |
| Fossa (Fossae)                                                                              | langes, schmales und flaches Tal     | Kriegsgöttinnen und Walküren                                         |
| Krater                                                                                      | Einschlagkrater                      | bedeutende Frauen (Krater >20 km) weibliche Vornamen (Krater <20 km) |
| Linea (Lineae)                                                                              | lineare Oberflächenform              | Kriegsgöttinnen und Amazonen                                         |
| Mons (Montes)                                                                               | Berg (Gebirge)                       | Göttinnen                                                            |
| Patera (Paterae)                                                                            | unregelmäßiger, flacher Vulkankrater | Berühmte Frauen der Geschichte                                       |
| Planitia (Planitiae)                                                                        | Tiefebene mit Mareprägung            | Mythologische Heldinnen                                              |
| Planum (Plana)                                                                              | Hochebene                            | Liebes- und Kriegsgöttin                                             |
| Regio (Regiones)                                                                            | Hochlage mit Kontinentalcharakter    | Titaninnen                                                           |
| Rupes (Rupes)                                                                               | Böschung, Steilwand                  | Heim- und Herdgöttinnen                                              |
| Terra (Terrae)                                                                              | große Hochlandmasse                  | Venus in anderen Sprachen                                            |
| Tessera (Tesserae)                                                                          | Hochlage mit Parkettstruktur         | Schicksalsgöttinnen                                                  |
| Tholus (Tholi)                                                                              | vulkanische Kuppel                   | Göttinnen                                                            |
| Unda (Undae)                                                                                | wellige Oberflächenform              | Wüstengöttinnen                                                      |
| Vallis (Valles)                                                                             | Tal                                  | Flussgöttinnen                                                       |

Die Größe der Venusoberfläche entspricht mit rund 460 Millionen Quadratkilometern 90 Prozent der Erdoberfläche, also in etwa abzüglich der Flächen des Arktischen Ozeans und der Antarktis.
Der Boden der Venus ist ständig grauglühend, für das menschliche Auge wäre das aber nur während der Nacht und nur schwach wahrnehmbar. Aufgrund der sehr hohen Temperaturen gibt es keine Gewässer. Das Relief wird hauptsächlich von sanft gewellten Ebenen beherrscht. Mit verhältnismäßig geringen Niveauunterschieden von weniger als tausend Metern entsprechen sie dem globalen Durchschnittsniveau und bilden, relativ ähnlich dem Meeresspiegel der Erde, für alle Höhenangaben ein praktisches Bezugsniveau. Dieses Nullniveau der Venus entspricht einem Kugelradius von 6051,84 Kilometern. Die Ebenen nehmen über 60 % der Oberfläche ein. Etwas weniger als 20 % sind bis zu 2 km tiefe Niederungen. Die verbleibenden 20 % sind Erhebungen, aber nur etwa 8 % entfallen auf ausgesprochene Hochländer, die sich mehr als 1,5 km über das Nullniveau erheben. Die hypsografische Kurve der Höhenverteilung auf der Venus zeigt also kein zweites Hauptniveau wie im Fall der Erde, deren umfangreiche Oberkruste in Form der Kontinente neben den Ozeanböden rund ein Drittel der Oberfläche der Erdkruste bildet. Der Höhenunterschied zwischen dem niedrigsten und dem höchsten Punkt der Venusoberfläche beträgt etwa 12.200 Meter; das sind rund zwei Drittel des maximalen Höhenunterschiedes der Erdkruste mit etwa 19.880 Metern. Die Höhenangaben im Einzelnen sind für die Venus oft sehr unterschiedlich.
Alle Formationen auf der Venus tragen gemäß einer Konvention der Internationalen Astronomischen Union (IAU) weibliche Namen, mit Ausnahme von Alpha Regio und Beta Regio – den ab 1963 von der Erde aus zuerst entdeckten Strukturen – sowie der Maxwell Montes. Letztere erhielten als die höchste Erhebung des Planeten ihren Namen zu Ehren von James Clerk Maxwell, der mit seinen Gleichungen der elektromagnetischen Wellen unter anderem auch eine Grundlage für die Radarerkundung der Venusoberfläche geschaffen hat.
Aktuelle Darstellungen des Reliefs basieren hauptsächlich auf den Radarmessungen des Venus-Orbiters Magellan der NASA, der 98 % der Oberfläche kartiert hat, mit einer horizontalen Auflösung von 120 bis 300 Metern und einer vertikalen Auflösung von 30 Metern. Gelegentlich ist aber auch noch die geringer aufgelöste globale Karte von Pioneer-Venus 1 in Gebrauch.

#### Hochländer
Die Hochlagen verteilen sich hauptsächlich auf zwei ausgedehntere Formationen. Die umfangreichere von beiden, Aphrodite Terra, ist etwa so groß wie Südamerika und erstreckt sich in der Form eines Skorpions längs über etwa ein Drittel des Äquators. In seinem westlichen Teil hebt sich das Plateau Ovda Regio hervor, im nördlichen Zentrum Thetis Regio und im Osten Atla Regio. Das Land der Aphrodite besteht aus von innen aufgewölbten Terrains, die in seiner östlichen Hälfte – dem Schwanz der Skorpionsform – von großen Gräben untergliedert werden und mit großen Vulkanen besetzt sind. Die Hochlandformation ist Bestandteil des äquatorialen Hochlandgürtels, der sich mit einzelnen größeren Inseln bis etwa 45° nördlicher und südlicher Breite ausdehnt.
Ein ganzes Stück nordwestlich von Aphrodite, zwischen dem 45. und dem 80. Breitengrad, liegt Ishtar Terra. Das Ishtarland erinnert am ehesten an einen irdischen Kontinent. Es ist zwar nur ungefähr so groß wie Australien, doch auf ihm befinden sich unter anderem die Maxwellberge, mit einer Gipfelhöhe von bis etwa 10.800 Meter. Der Mount Everest auf der Erde steht aber mit seiner Höhe von 8848 Metern über dem Meeresspiegel nicht hinter dem Maxwellgebirge zurück, denn, wenn man die Größe des Himalayas auf analoge Weise an dem mittleren Krustenniveau der Erde misst, hat die höchste Erhebung der Erde eine Höhe von rund 11.280 Metern.
In den Maxwellbergen liegt der Einschlagkrater Cleopatra, mit einem Durchmesser von 104 km die achtgrößte Impaktstruktur auf der Venus. Seine Natur als Einschlagskrater konnte erst durch hochaufgelöste Radarvermessungen geklärt werden, da ursprüngliche Vermutungen das Objekt aufgrund seiner Lage eher als Vulkankrater einstuften.
Den Kern von Ishtar bildet in seinem Westteil die auf der Venus einzigartige, relativ flache Hochebene Lakshmi Planum mit den zwei großen vulkanischen Einsenkungen Colette Patera und Sacajawea Patera. Die Hochebene liegt etwa vier Kilometer über dem Durchschnittsniveau und wird von den höchsten Kettengebirgen des Planeten begrenzt. Im Süden von den Danu Montes, im Westen von den höheren Akna Montes, im Nordwesten von den mit 6,5 km noch höheren Freyja Montes und weit im Osten von den Maxwell Montes. Diese Gebirge ähneln irdischen, umsäumenden Faltengebirgen wie den Anden oder dem Himalaya. Die Entstehung der Venusgebirge ist noch ein Rätsel, denn eine Plattentektonik wie auf der Erde ist für die Venuskruste nicht nachweisbar. Diskutiert werden eine tektonische Kompression der Kruste und als Alternative eine besonders große vulkanische Aufwölbung direkt unter Ishtar Terra. Auf keinem weiteren Körper des Sonnensystems gibt es derartige Gebirgszüge.
Auf vielen Bergzügen wurden radarhelle „Schneekappen“ festgestellt, die in Anbetracht der dort herrschenden Bedingungen sehr wahrscheinlich aus einer dünnen Niederschlagsschicht der Schwermetallsalze Bleisulfid und Bismutsulfid bestehen.

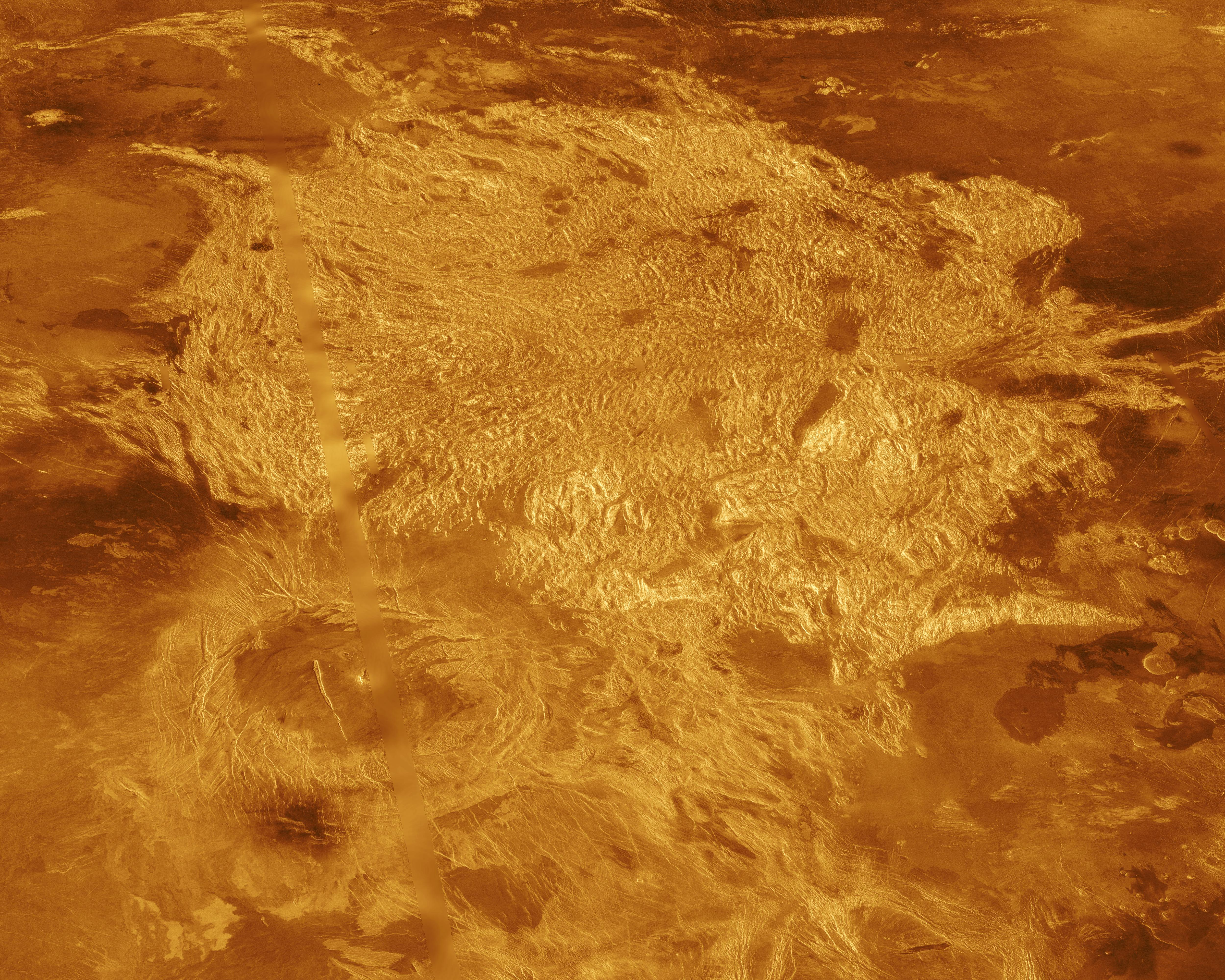
Alpha Regio

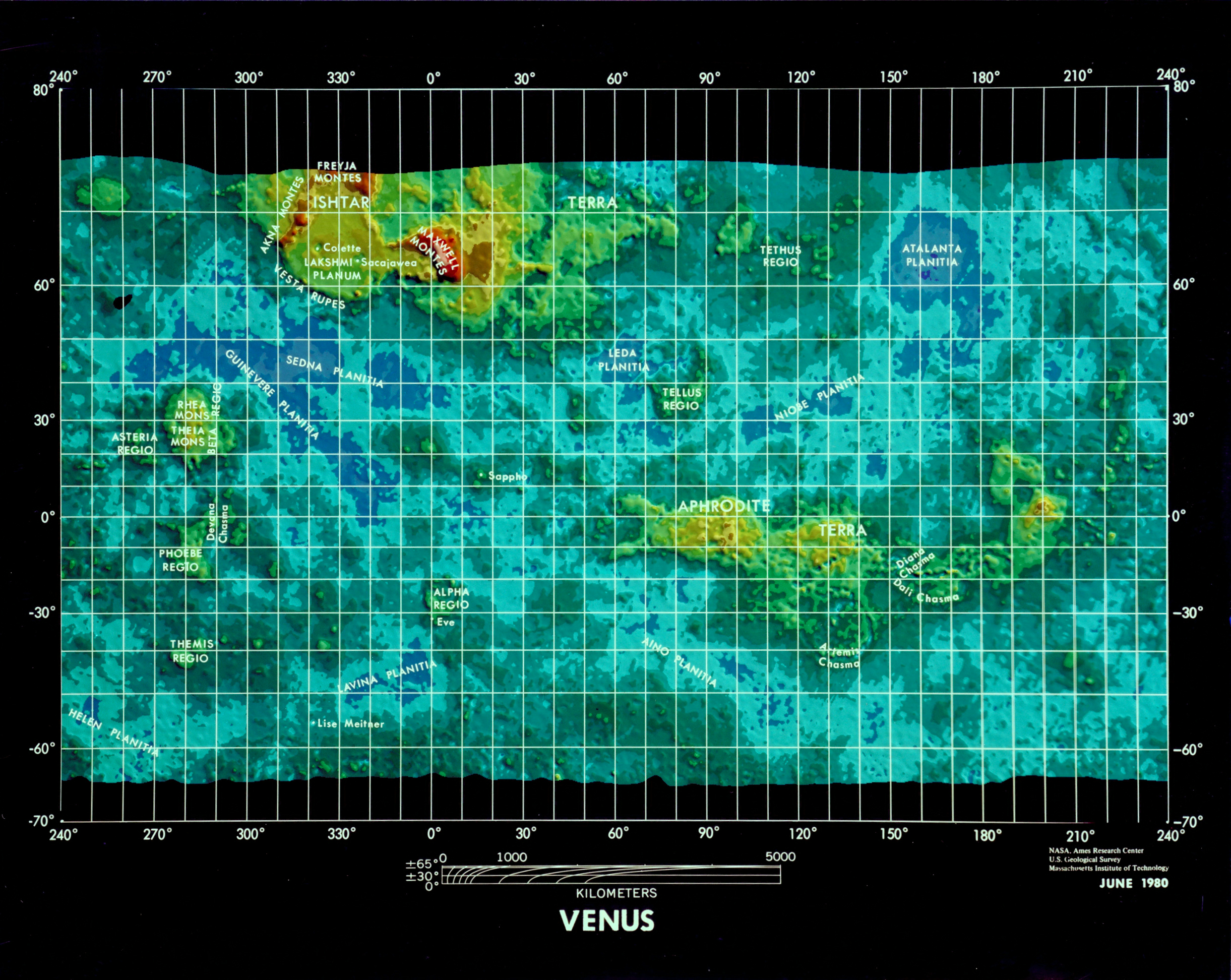
Erste topografische Weltkarte der Venus von Pioneer-Venus 1 in Mercator-Projektion. Mit einer Bildauflösung von etwa 100 km großen Strukturen. Auffällige Oberflächenformationen sind beschriftet. (Link: Kartenversion mit Höhenangaben)

Die Hochlagen der Tesserae (nach griech. tessera: „Kachel“ oder „Mosaik“) gehören zu den Sonderformen des Venusreliefs. Sie bestehen aus parkettmusterartig gebrochenen Blöcken mit jeweils bis über 20 km Breite, die anscheinend durch tektonische Spannungen deformiert worden sind. Sie sind geprägt durch parallele, lineare Verwerfungen, die sich mindestens in zwei Grundrichtungen annähernd rechtwinklig schneiden und damit an ein Kachelmuster erinnern. Diese mitunter auch „Würfelländer“ genannten Hochlagen nehmen große Teile im Westen und Norden von Aphrodite sowie im Norden und vor allem im Osten von Ishtar ein. Der Ostteil von Ishtar mit dem Namen Fortuna Tessera ist ein hügeliges Plateau mit einer Höhe von bis etwa 2,5 km über Nullniveau.
Mehrere Tesserae ragen als Inseln aus den Tiefländern empor, wie die drei größeren Einheiten Alpha Regio, mit einem Durchmesser von etwa 1300 km, sowie Phoebe Regio und Tellus Tessera, die alle zum äquatorialen Hochlandgürtel zählen.
Dicht am westlichen Südrand der Alpharegion (siehe Bild) liegt Eve Corona. Die im Durchmesser etwa 330 km große Struktur wurde ursprünglich für einen Einschlagkrater gehalten. Ihr heller zentraler Fleck diente als Bezugspunkt für die Festlegung des Nullmeridians.

#### Einschlagkrater
| Die neun größten Krater der Venus | Die neun größten Krater der Venus | Die neun größten Krater der Venus |
| --------------------------------- | --------------------------------- | --------------------------------- |
| Name                              | Durch- messer                     | Koordinaten                       |
| Mead                              | 270 km                            | 12,5° N; 057,2° O                 |
| Isabella                          | 175 km                            | 29,8° S; 204,2° O                 |
| Meitner                           | 149 km                            | 55,6° S; 321,6° O                 |
| Klenova                           | 141 km                            | 78,1° N; 104,5° O                 |
| Baker                             | 109 km                            | 62,5° N; 040,3° O                 |
| Stanton                           | 107 km                            | 23,3° S; 199,3° O                 |
| Cleopatra                         | 105 km                            | 65,8° N; 007,1° O                 |
| Rosa Bonheur                      | 104 km                            | 09,7° N; 288,8° O                 |
| Cochran                           | 100 km                            | 51,9° N; 143,4° O                 |

Auf der Venus wurden bisher 963 Einschlagkrater entdeckt. Das sind mindestens doppelt so viele, wie bisher auf der Landfläche der Erde nachgewiesen sind (siehe auch: Liste der Einschlagkrater der Erde). Die Durchmesser der Venuskrater liegen in dem Größenbereich zwischen 1 und 300 Kilometern. In dieser Größe gibt es dagegen allein auf der Vorderseite des Mondes, deren Größe ein 24–stel der Venus beträgt, trotz der großen, von Lava weitgehend geglätteten Marebecken, rund hundertmal so viele Mondkrater. Da der Mond keine Atmosphäre besitzt und seine Oberfläche daher keiner entsprechenden Erosion ausgesetzt ist, gelten seine auch mit noch viel kleineren Einschlagstrukturen praktisch lückenlos besetzten und noch völlig erhaltenen Hochländer auf der Grundlage der chemischen Altersbestimmung der Mondgesteine als der klassische Vergleichsmaßstab für die Altersabschätzung anderer Planeten- und Mondoberflächen. Entspräche die Kraterhäufigkeit auf dem Mond jener der Venus, so hätte er insgesamt nur etwa 80 Krater.
Die Venuskrater sind für ihre geringe Anzahl erstaunlich gleichmäßig über die Oberfläche verteilt. Da nur größere Meteoroiden die sehr dichte Atmosphäre durchdringen und solche Einschlagstrukturen erzeugen können, gibt es keine Kraterdurchmesser unter etwa 2 km, sondern an Stelle dessen nur so etwas wie „Schmauchspuren“. Kleinere Krater sind oft von einem radardunklen, also glatten, Terrain umgeben, das wahrscheinlich auf die Druckwelle des Einschlags zurückzuführen ist; in manchen dieser kreisförmigen Flächen ist jedoch kein Zentralkrater zu erkennen.

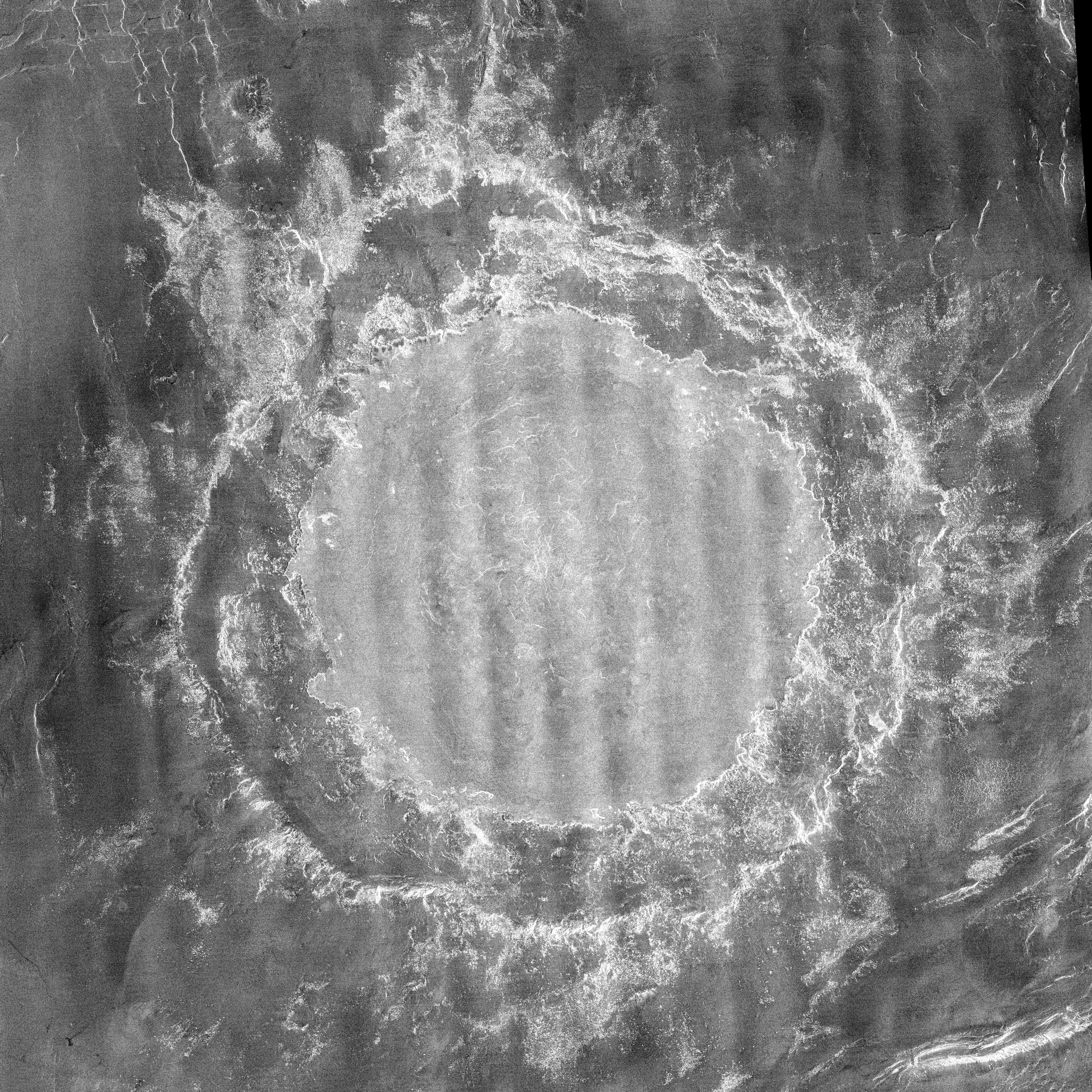
Der Krater Mead ist mit einem Durchmesser von 270 km der größte Einschlagkrater der Venus.

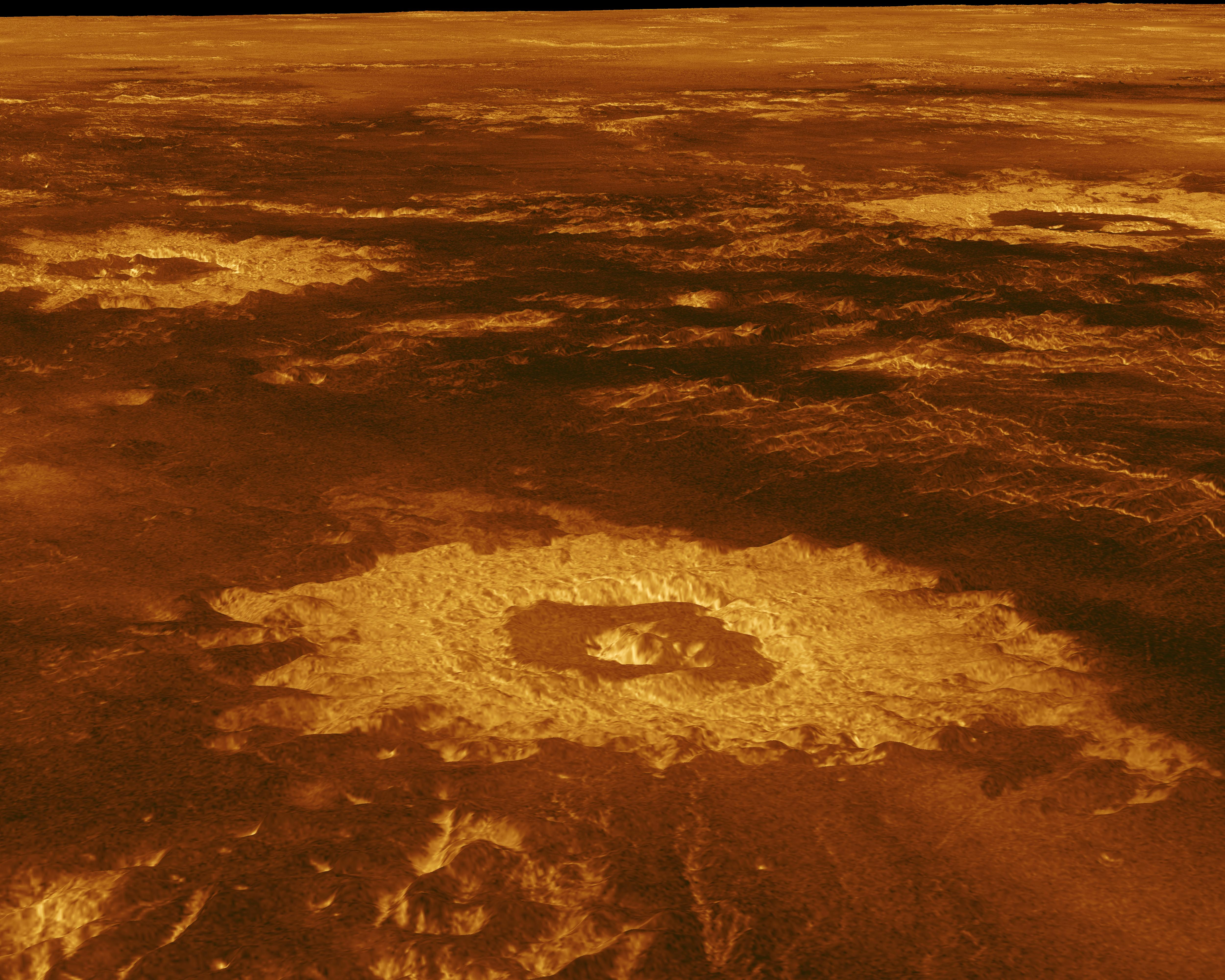
Computergenerierte Schrägsicht auf die drei Krater Saskia (Vordergrund), Danilova (links) und Aglaonice (rechts)

Der mit Abstand größte Venuskrater Mead hat einen Durchmesser von etwa 270 km. Ihm folgen in dem Größenbereich von über 100 km sieben weitere Exemplare. Es fehlen Krater mit größeren Ausmaßen wie auf dem Mond, dem Mars und auch auf dem Merkur, wo sie in den jeweils markantesten Fällen sogar Durchmesser bis weit über 1000 beziehungsweise 2000 km erreichen. Das kann zum Teil ebenfalls auf die aufreibende Wirkung der besonders hohen Atmosphärendichte zurückgeführt werden, die sie für einschlagende Kleinkörper hat; andererseits gibt es die Ansicht, dass die heutige Venuskruste ein relativ geringes Alter hat, sodass sie keine Spuren des sogenannten „letzten großen Bombardements“ tragen kann, welches in der Frühzeit das Planetensystem heimgesucht haben soll. Das Relief aller Einschlagkrater auf der Venus ist sehr flach.
Etwa 85 Prozent der Venusoberfläche bestehen aus deutlichen Spuren einer flächendeckenden Magmaförderung. Die meisten Krater sind davon aber nicht in Mitleidenschaft gezogen worden, sie sind demnach erst später entstanden. Das hat hinsichtlich ihrer spärlichen und sehr gleichmäßigen Verteilung im Vergleich mit der Mondoberfläche zu dem Schluss geführt, dass die derzeitige Oberfläche der Venus erst etwa 500 bis 800 Millionen Jahre alt und aus umfassenden sowie relativ raschen Lavafluten hervorgegangen ist, die das alte Relief mit einer ein bis drei Kilometer dicken Magmaschicht überdeckt haben. Diese Auffassung gipfelt in der Erklärung der amerikanischen Wissenschaftler Gerald G. Schaber und Robert G. Strom, dass die vulkanische Wärmefreisetzung der Venus nicht kontinuierlich wie auf der Erde abläuft, sondern in großen periodischen Schüben erfolgt. Das würde bedeuten, dass die Lithosphäre der Venus wesentlich dicker ist als diejenige der Erde und dadurch keinen relativ ungehinderten Wärmestrom zulässt. Gemäß dem Erklärungsansatz staut er sich über längere Zeit an, bis sich der Wärmestau mit aller Gewalt in Form von starken tektonischen Aktivitäten und heftigem Vulkanismus entlädt.
Ein zweiter, konkurrierender, eher gleichförmiger Lösungsansatz neben der Katastrophentheorie geht davon aus, dass die vulkanischen Tätigkeiten die Oberfläche bis vor 750 Millionen Jahren ständig erneuert und erst seitdem stark nachgelassen haben, sodass sich die Einschlagkrater auch erst seit dieser Zeit ansammeln konnten. Ein Team amerikanischer und spanischer Wissenschaftler um Vicki Hansen hat dazu die aus den mit Lava gefluteten Ebenen wie Inseln herausragenden Gebirgszüge untersucht und anhand ihrer Flanken den ursprünglichen Verlauf der Täler rekonstruiert. Die Täler wurden nach ihrem unterschiedlichen Niveau demnach zu unterschiedlichen Zeiten geflutet, und die Lavaschicht könne nicht dicker als ein Kilometer sein. Für die intakt gebliebenen Gebirgshöhen hat Hansen ein Alter von mindestens einer Milliarde Jahre berechnet. Damit sei klar, dass es eine globale Vulkankatastrophe nicht gegeben hat. Die Daten sprechen eher für ein langsames Ausklingen der vulkanischen Aktivitäten über einen Zeitraum von rund zwei Milliarden Jahren.

#### Coronae

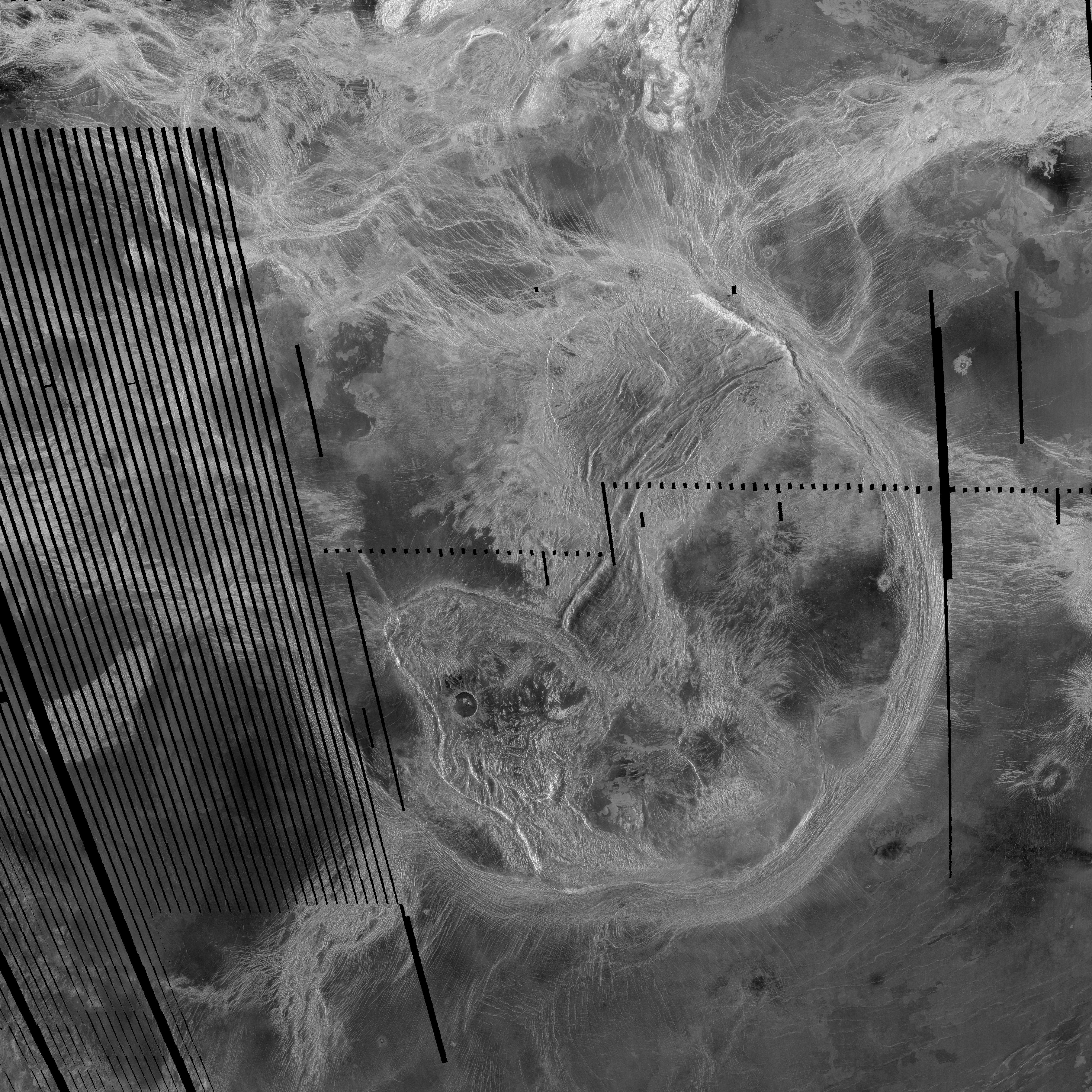
Artemis Corona

Als besonderes Zeichen dieses Umbruchs werden die einzigartigen Coronae (lat. „Kronen“) angesehen. Es sind die charakteristischsten Gebilde auf der Venus. Sie befinden sich zu Hunderten in den Ebenen, häufen sich in der Äquatorialzone und prägen dort auch große Teile des Landes der Aphrodite. Aufgrund ihres Äußeren, das am ehesten den Eindruck von eingesunkenen und deformierten Vulkanen erweckt, werden sie mitunter als Einbruchkrater bezeichnet. Die kreisförmigen und ovalen Gebilde beinhalten ein flaches, unter dem Umgebungsniveau liegendes, welliges Becken mit einem niedrigen, breiten und leicht gewölbten Rand, der von einem breiten Graben mit konzentrischen Brüchen und Gebirgskämmen umgeben ist.
Die mit Abstand größte derartige Struktur ist Artemis Corona mit einem Durchmesser von etwa 2600 km und dem ringförmigen Grabensystem Artemis Chasma. Das Riesengebilde liegt im Süden des Landes der Aphrodite. In der Größe folgen ihr Heng-o Corona und Zisa Corona mit Durchmessern von 1060 und 850 Kilometern. In den meisten Fällen misst die Spannweite zwischen 100 und 400 km. Die kleinsten Durchmesser betragen rund 40 Kilometer.

#### Vulkanbauten
Vulkane kommen auf der Venus mindestens so zahlreich vor wie auf der Erde. Es gibt ganze Felder von Schildvulkanen und Felder mit Hunderten kleiner Vulkankuppen und -kegeln. Die Zahl der kleinen vulkanischen Erhebungen geht weit über 50.000 hinaus. Von Vulkanen mit einer mindestens 100 km durchmessenden Basis gibt es mindestens 167 Exemplare.

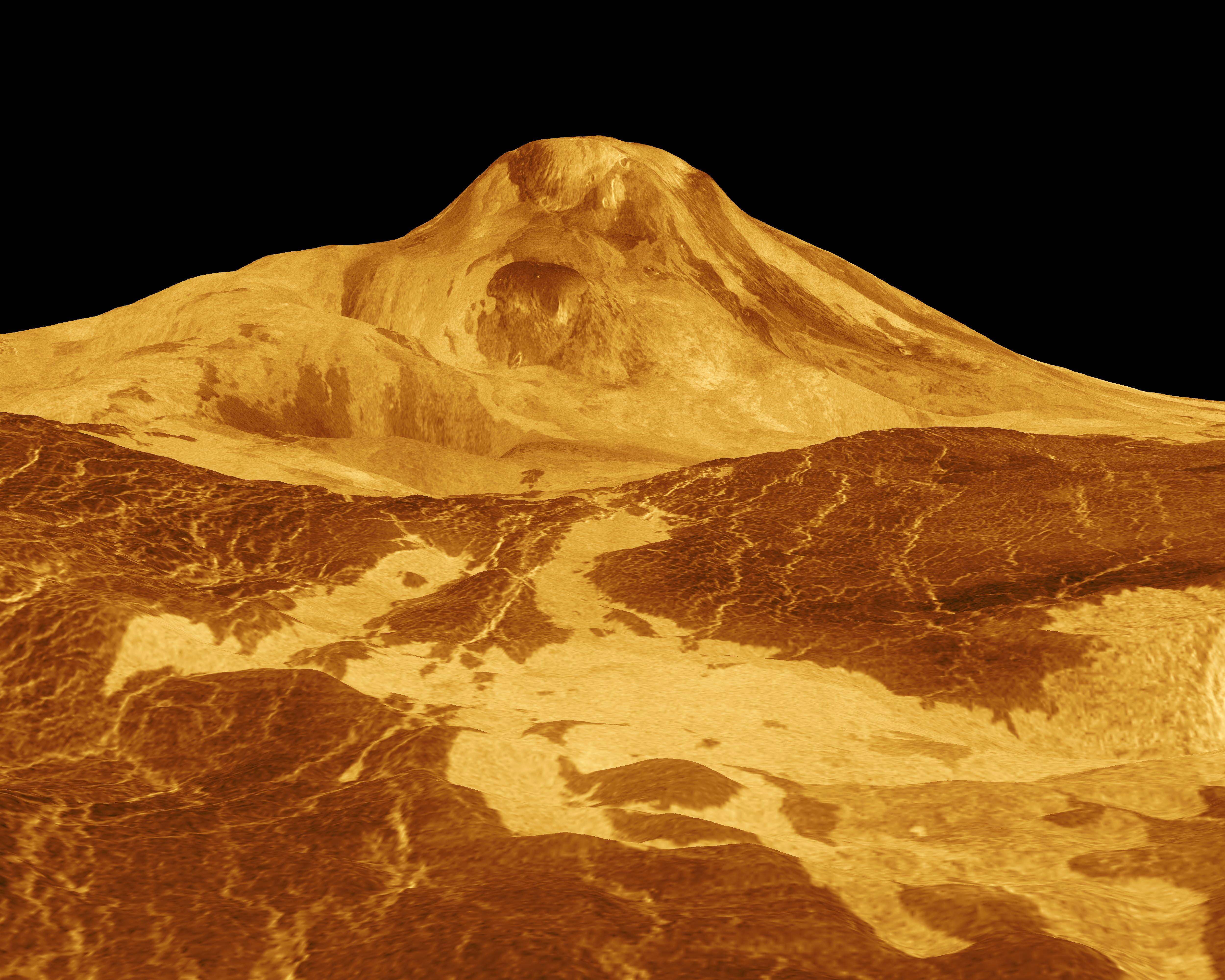
Mit 8 km Höhe ist Maat Mons der höchste Vulkan auf der Venus.

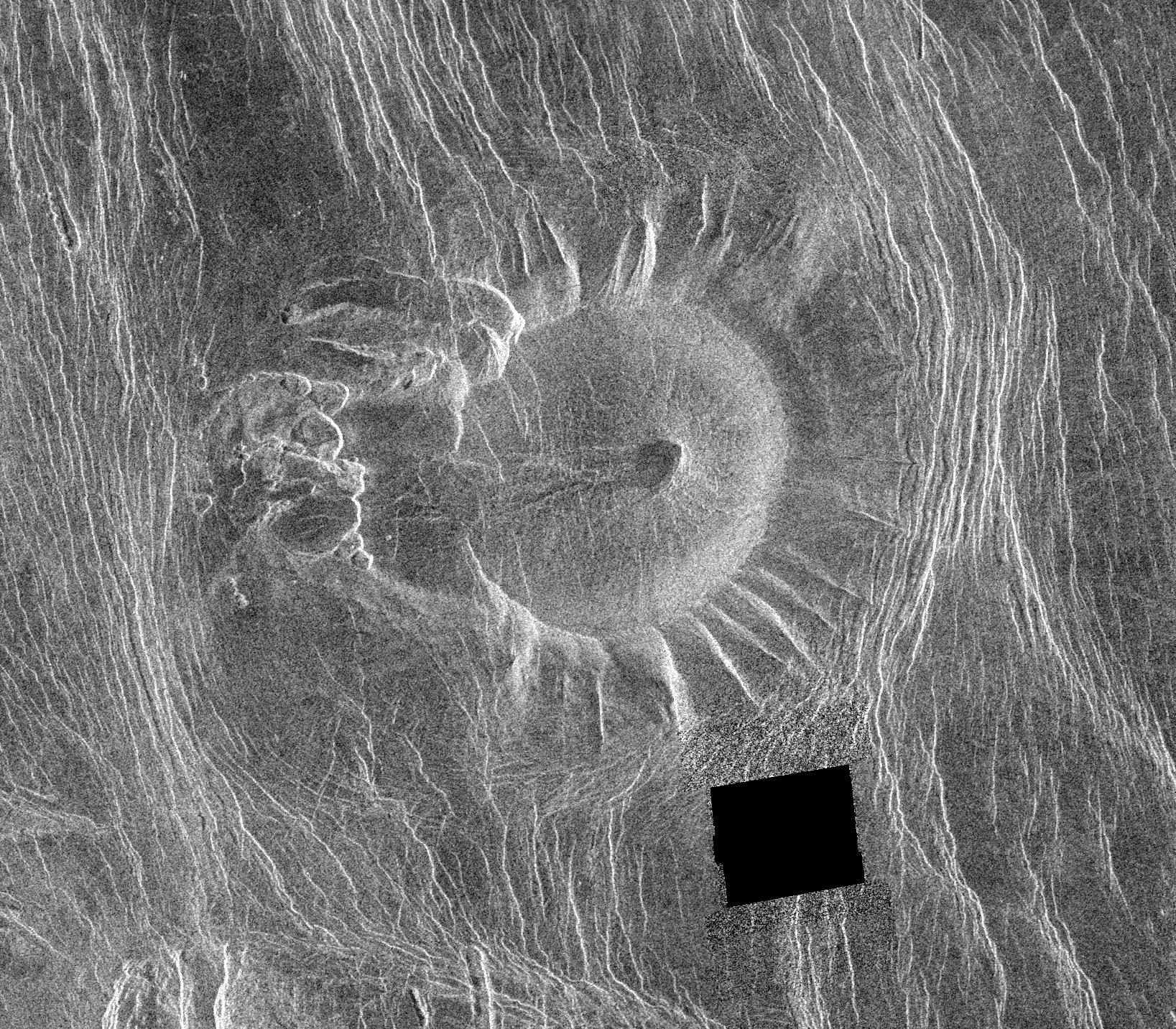
Bis etwa 66 km breiter, namenloser Venusvulkan vom Typ „Zecke“ am Nordrand von Alpha Regio.

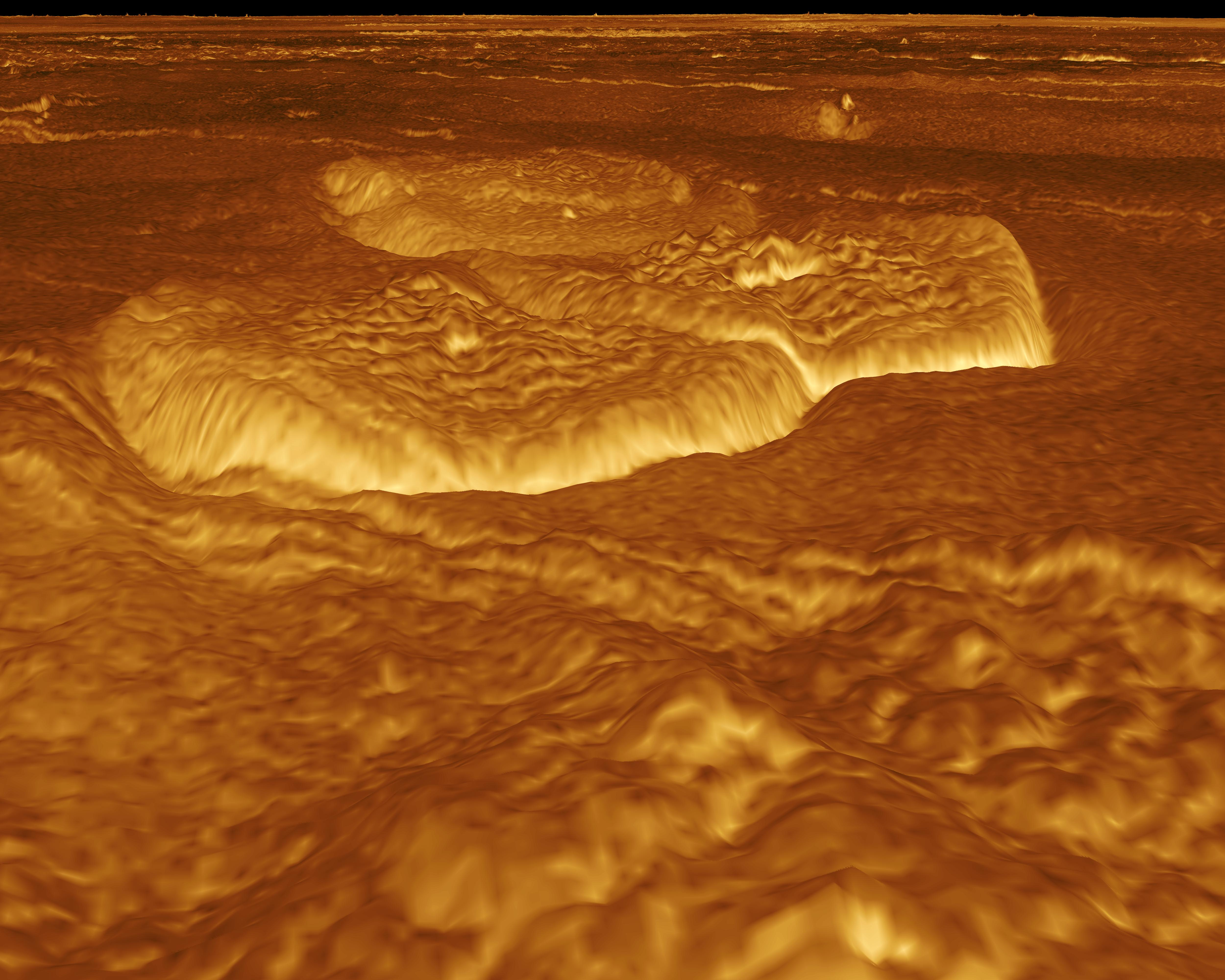
Die östlichen Exemplare der sieben „Pfannkuchen“ Seoritsu Farra, in computergenerierter Perspektive mit 23-fach überhöhter Höhendarstellung.

Zu den größten Lavabergen zählen die Schildvulkane Sif Mons und Gula Mons in Eistla Regio mit Höhen von zwei beziehungsweise drei Kilometern und Basisdurchmessern von 300 beziehungsweise 250 km. Ebenso in Beta Regio der Rhea Mons mit einer Gipfelhöhe von 4,5 km sowie der gleich hohe Theia Mons mit einem besonders großen Basisdurchmesser von 700 km. Das sind rund 100 km mehr als die Basis des Olympus Mons auf dem Mars misst, dem mit einer Basishöhe von etwa 27 km höchsten Berg im bekannten Sonnensystem. Die höchsten Vulkane der Venus gibt es in Atla Regio, dem östlichsten Abschnitt von Aphrodite Terra. Dort befindet sich außer dem zweigipfligen Sapas Mons (4,5 beziehungsweise 400 km) auch der Ozza Mons (sechs beziehungsweise 300 Kilometer) und schließlich der Maat Mons, der mit mehr als acht Kilometern höchste Vulkan der Venus und nach den Maxwellbergen ihre zweitgrößte Erhebung, mit einem Basisdurchmesser von lediglich 200 km. Die Riesenvulkane der Venus sind alle Bestandteil des äquatorialen Hochlandgürtels. In der Regel sind sie desto größer, je näher sie sich am Äquator befinden. Der Maat Mons liegt fast genau darauf. Die meisten Vulkane haben auf der Venus ein eher flaches Relief. Die Hangneigungen betragen zumeist nur 1 bis 2 Grad.
Eine spezielle Vulkanform hat wegen einer gewissen Ähnlichkeit den Spitznamen „Tick“ (engl. für „Zecke“) bekommen. Ähnliche Vulkane gibt es auf dem Meeresboden der Erde.
Zu den einmaligen vulkanischen Oberflächenstrukturen der Venus zählen sehr regelmäßig aufgebaute, kreisrunde Quellkuppen, die wegen ihres Erscheinungsbildes Pancake Domes („Pfannkuchenkuppeln“) genannt werden. Sie haben einen typischen Durchmesser von zumeist etwa 25 km und eine Höhe um 700 m, die aber auch bis über einen Kilometer betragen kann. Sie treten auch in Gruppen auf und überlappen sich dann oft. Ihre Oberfläche wird neben einer zentralen Öffnung von konzentrischen und radialen Rissen geprägt. Offenbar sind die Gebilde durch eine Lava mit sehr hoher Zähigkeit entstanden. Es wird gerätselt, wie die Lava derart gleichmäßig über die Ebenen quellen konnte. Viskose Lava häuft sich auch auf der Erde zu Kuppeln, aber die sind sehr viel kleiner und nicht derart symmetrisch.
In der Frage nach jungem Vulkanismus ist nach Auswertungen von Messungen des Infrarot-Spektrometers VIRTIS, das auf der ESA-Planetensonde Venus Express installiert wurde, eine internationale Forschergruppe um Suzanne E. Smrekar vom JPL der NASA in einer Publikation vom 8. April 2010 zu dem Schluss gekommen, dass mindestens drei anscheinend durch Mantel-Plumes angehobene Regionen vor 2,5 Millionen bis 250.000 Jahren oder in noch jüngerer Zeit noch vulkanisch aktiv waren. Die drei Regionen – Imdr Regio, Themis Regio und Dione Regio – weisen in der Nähe ihrer Zentren gegenüber der Umgebung eine um bis zu zwölf Prozent höhere Emissivität auf; dies weist nach Ansicht der Forscher auf einen geringeren Verwitterungsgrad und damit auf ein unter diesen Bedingungen entsprechend geringes Gesteinsalter hin.

#### Lavaflüsse

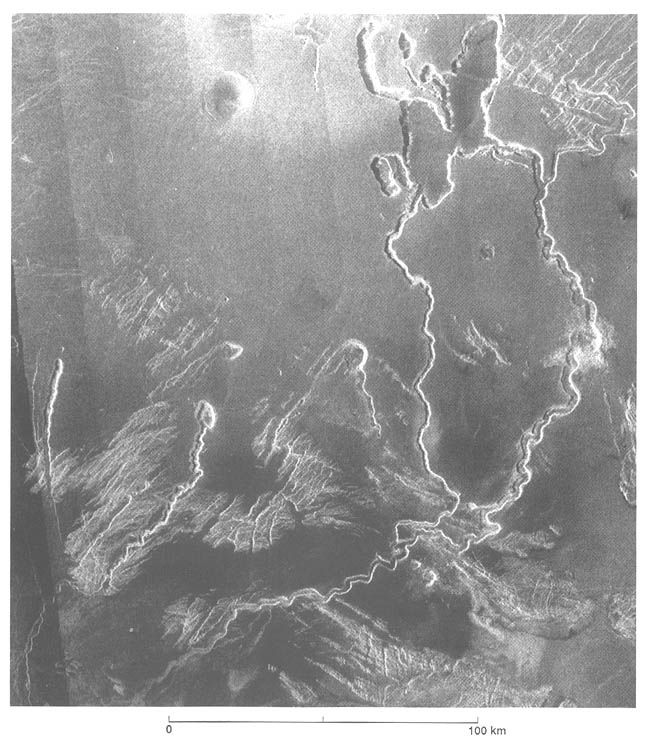
Lavarinnen Lo Shen Valles im Süden der Ovda Regio.

Vulkanische Ebenen mit großen Lavaüberflutungen sind auf der Venus der häufigste Geländetyp. Neben den erstarrten Lavaströmen, den Fluctus, die wie Mylitta Fluctus eine Breite von mehreren hundert Kilometern und über 1000 Kilometer an Länge erreichen, deuten andere vulkanische Strukturen auf Ströme von sehr dünnflüssiger Lava hin. So gibt es sehr bemerkenswerte Erosionstäler. Manche gehen als breite Ausflussformation von großen Einschlagkratern aus. Sie erreichen eine Länge von bis zu 150 Kilometern, weisen auf ihrem Boden inselartige Strukturen auf und verlieren sich ohne weitere Spuren in den Ebenen. Ihre bis über 100 Meter hohen Wände sind von geschwungener Form, daher haben diese Formationen den Gattungsnamen Unda (lat. „Welle“) bekommen.
Wohl am außergewöhnlichsten sind die sehr langen und deutlich gewundenen Rinnen. Sie sind zumeist nur etwa 1,5 Kilometer breit und ebenfalls nicht sehr tief. Die beeindruckendste Rinne hat eine Länge von etwa 6800 Kilometern und übertrifft damit um über 100 Kilometer sogar den Nil, den längsten Strom der Erde. Das Gebilde mit dem Namen Hildr Fossa schlängelt sich von Atla Regio bis in die große nördliche Tiefebene Atalanta Planitia, in der mit einer Tiefe von bis zu 1400 Meter unter Nullniveau der tiefste Punkt auf der Venus gemessen wurde. Die kreisförmige Senke ist ungefähr so groß wie der Golf von Mexiko. Aufgrund der extrem hohen Oberflächentemperatur kommt flüssiges Wasser als Ursache der „Kanäle“ nicht in Frage. Auf der Erde ziehen sich die längsten Lavarinnen allerdings nur einige Dutzend Kilometer hin. Möglicherweise waren es enorm dünnflüssige, salzreiche Lavamassen mit entsprechend niedrigerem Schmelzpunkt, die zu einer Zeit mit planetenweit noch größerer Oberflächentemperatur die Landschaft derart ausgeformt haben. Es werden auch pyroklastische Ströme aus heißem Gas und Staub in Betracht gezogen.
Es ist eines der großen Rätsel der Venus, dass sie trotz der Vielzahl und der Vielfalt vulkanischer Strukturen heute geologisch tot zu sein scheint. Allerdings würde man während nur einer einzigen näheren Globalerkundung der vulkanisch ständig aktiven Erde auch nicht zwangsläufig in jedem Fall Zeuge eines gerade ablaufenden Vulkanausbruchs werden. Festgestellte Variationen des Anteils von Schwefeldioxid in der Venusatmosphäre und der Dichteverteilung in der oberen Dunstschicht deuten tatsächlich auf mögliche Aktivitäten hin. Auch die Anzeichen von Blitzen könnten davon zeugen. In konkretem Verdacht stehen vor allem die zwei großen Schildvulkane in Beta Regio und der Maat Mons. Teile der Vulkanflanken sind radardunkel, das heißt, sie reflektieren die abtastenden Radarstrahlen nur sehr gering und sind also ziemlich glatt. Diese Ebenheiten lassen sich in dem Fall als ein Zeichen für frische Lavaströme ansehen.
Deutliche Anzeichen für einen aktiven Vulkanismus wurden Mitte 2015 publiziert. Mit Hilfe von Daten der Raumsonde Venus Express aus dem Jahr 2008 wurden vier Regionen ausgemacht, in denen die Temperatur in wenigen Tagen sehr stark angestiegen ist. Der kleinste der „Hotspots“ hat eine Fläche von 1 km² und eine Temperatur von 830 °C.

#### Gräben
Verhältnismäßig steilwandige Täler, ähnlich einem Canyon, tragen die Bezeichnung Chasma. Der beeindruckendste Graben dieser Art auf der Venus ist Diana Chasma. Es befindet sich auf Aphrodite Terra, markanterweise in der Nachbarschaft von Artemis Corona, der mit Abstand größten Corona, und bildet zum Teil den südlichen Abschnitt des Randgrabens der großen elliptischen Ceres Corona. Diana Chasma ist etwa 280 km breit und fällt am Fuß der höchsten, es einfassenden, Bergrücken rund vier Kilometer tief auf ein Niveau von mehr als einem Kilometer unter dem Nullniveau ab. Die Struktur hat auf der Erde kein vergleichbares Beispiel und wird oft mit dem noch gewaltigeren Mariner-Talsystem auf dem Mars verglichen. Vermutlich ist sie wie dieses durch tektonische Aktivitäten entstanden. Beide Gräben erstrecken sich fast parallel zum Äquator.
In der Beta Regio sind die Vulkane Rhea Mons und Theia Mons durch den offensichtlich tektonischen Graben Devana Chasma miteinander verbunden.
Systeme radialsymmetrisch von einem Zentrum ausgehender Brüche werden im Einzelnen Astrum oder auch Nova genannt.

#### Windstrukturen

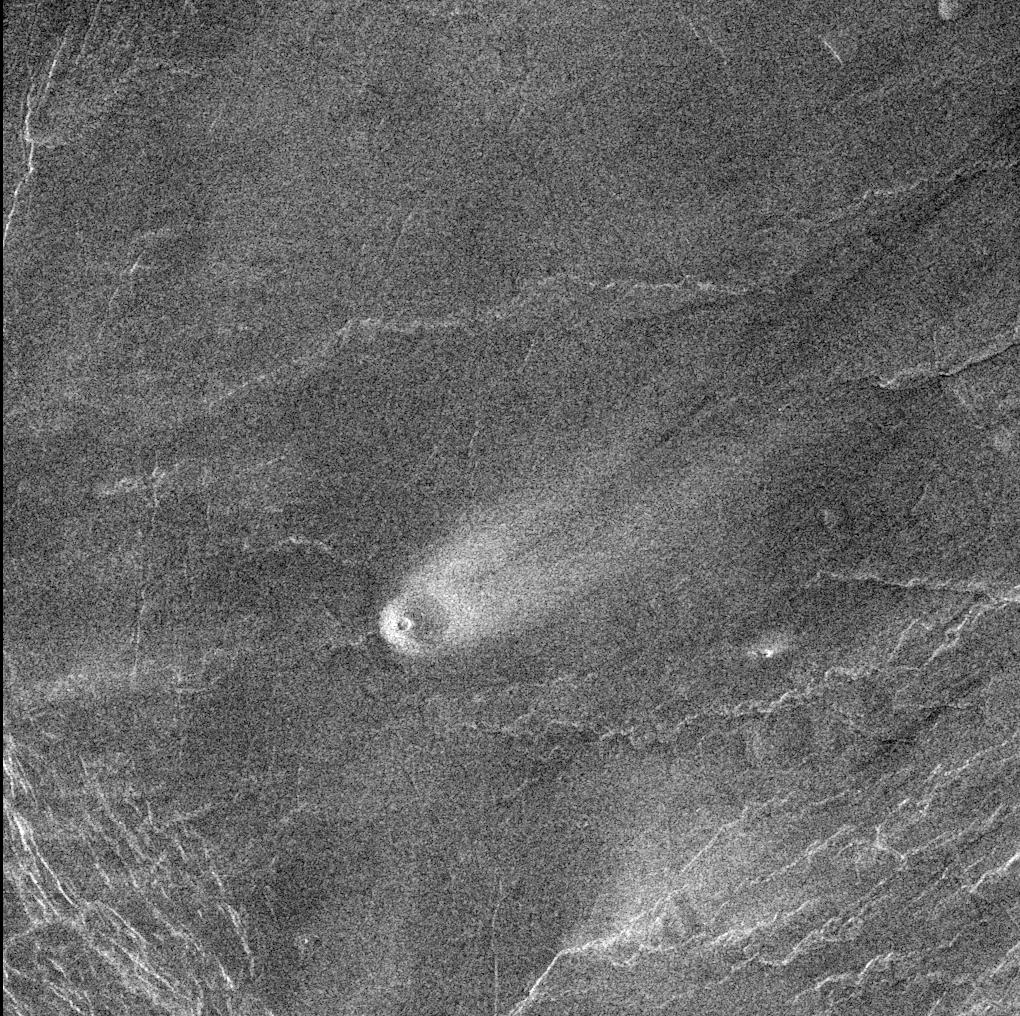
Rund 5 km breiter, namenloser Vulkan mit 35 km langen Windstreifen.

Trotz der nur geringen Windgeschwindigkeiten, die am Boden gemessen wurden, zeigen einige Regionen radarhelle streifen- und fächerförmige Strukturen in der Art von „Windfahnen“, die von einzelnen Kratern und Vulkankegeln ausgehen. Ihr Verlauf zeigt die während ihrer Bildung vorherrschende Windrichtung. Die meisten Windstreifen bevorzugen eine den globalen atmosphärischen Strömungen in Bodennähe entsprechende westliche und äquatoriale Richtung. Es ist dabei jedoch nicht immer klar, ob die hell erscheinenden Streifen direkt aus dem verwehten Material bestehen oder aber Lockermaterial ringsum abgetragen wurde und nur im Windschatten liegen geblieben ist.

### Innerer Aufbau

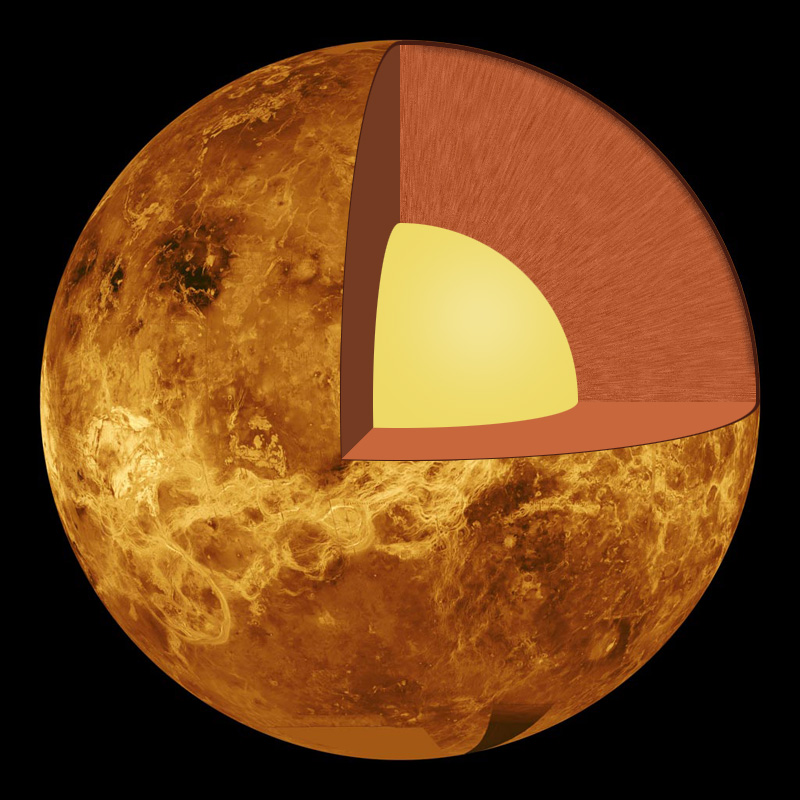
Innerer Aufbau der Venus mit Kruste, Mantel und Kern

Unterhalb der Lithosphäre ähnelt das Innere der Venus wahrscheinlich dem der Erde. Da sie fast die gleiche Masse und eine ähnliche mittlere Dichte hat (5,24 g/cm³ im Vergleich zu 5,52 g/cm³ im Falle der Erde) und der Kosmogonie gemäß im gleichen Bereich des Sonnensystems entstanden ist, sollte sie auch einen analogen Schalenaufbau aufweisen. Dass die Erde eine etwas größere mittlere Dichte hat, ist nicht nur auf ihre chemische Zusammensetzung zurückzuführen, sondern zum Teil eine rein physikalische Auswirkung ihrer größeren Masse, die durch die entsprechend größere Schwerkraft eine stärkere Eigenkompression bedingt. Die Venus besitzt – im Gegensatz zum viel kleineren Merkur – einen größeren Anteil an leichteren Elementen als die Erde, sie hätte also selbst bei gleicher Größe wie die Erde noch eine geringere Masse. Das ist für einen Planeten innerhalb der Erdbahn nicht recht verständlich, denn gemäß der herkömmlichen Theorie zur Entstehung des Sonnensystems müsste das Verhältnis zwischen den leichten und den schweren Elementen der Venus zwischen den Verhältnissen der Erde und des Merkur liegen, da vor allem die leichteren Elemente durch den besonders stürmischen Teilchenstrom der jungen, sich herausbildenden Sonne in die Außenbereiche getrieben wurden.
Eine Erklärung für den verhältnismäßig großen und schweren metallischen Kern der Erde bietet die Theiatheorie, der zufolge die junge Erde mit einem marsgroßen Planeten namens Theia zusammenstieß; der Kern dieses Planeten verschmolz mit dem Erdkern, sein Gestein verdampfte und bildete nach dem Kondensieren den Mond, der deswegen nur einen kleinen Kern besitzt.
Unter der Vorgabe des klassischen Schalenaufbaus der Erde kann man also statt auf einen verhältnismäßig größeren nur auf einen relativ kleineren Eisen-Nickel-Kern und dafür auf einen etwas größeren Mantel schließen. Besonders der obere Mantel wird verhältnismäßig dicker erwartet. Auch die Lithosphäre könnte, wie durch Gravitationsfeld-Messungen der Venussonde Magellan nahegelegt wurde, wesentlich dicker als die der Erde sein. Auf dieser Überlegung beruht auch die Erklärung dafür, dass es auf der Venus keine Plattentektonik wie auf der Erde gibt, sowie die Hypothese, dass sich die Venusoberfläche stattdessen in einem langperiodischen Rhythmus durch massive globale Vulkanaktivitäten erneuert.
Obwohl für die Venus ein ähnlich großer Nickel-Eisen-Kern wie für die Erde angenommen wird, hat sie nur ein äußerst schwaches Magnetfeld. Dies ist auf das Fehlen eines Mondes, der durch seine Gezeitenwirkung die Venusrotation verringern und so die Entstehung von Induktionsströmen ermöglichen würde, zurückzuführen. Auch die extrem langsame Rotation dürfte dazu beitragen, da diese den Dynamo-Effekt nicht begünstigt. Das an der Venusoberfläche gemessene Magnetfeld ist äußerst schwach. Es wird durch elektrische Ströme in der Ionosphäre induziert, die dort durch die Wechselwirkung mit den elektrisch geladenen Teilchen des Sonnenwindes hervorgerufen werden. In dieser Magnetosphäre gibt es keine Gürtel von eingefangenen Sonnenteilchen gleich denen des Van-Allen-Gürtels der Erde und der Strahlungsgürtel des Jupiter, Saturn und Uranus. Das Venusmagnetfeld erreicht am Boden nur ein Zehntausendstel der Stärke, die das Erdmagnetfeld an der Erdoberfläche hat. Die Oberfläche der Venus wird vor den heranrasenden Teilchen des Sonnenwindes nicht vom Magnetfeld geschützt wie die Erdoberfläche, sondern durch die vom Teilchenstrom selbst mitinduzierte Ionosphäre sowie durch die sehr dichte Atmosphäre.

## Erforschung

Die theoretischen Venusphasen im ptolemäischen Modell, wenn nur die Sonne Licht aussendet

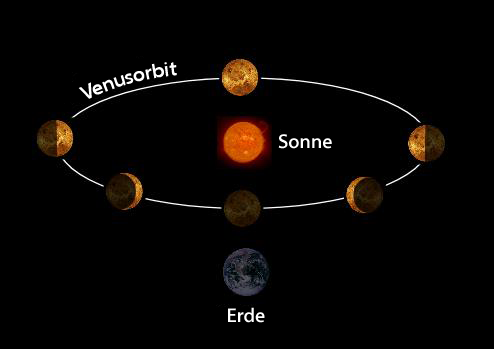
Die tatsächlichen Phasen der Venus bei der Bewegung um die Sonne

Aufgrund der dichten, stets geschlossenen Wolkendecke war eine Erforschung der Oberfläche des Planeten erst durch radioastronomische Verfahren und mittels Venussonden möglich. Frühe Beobachtungen mit bloßem Auge und mithilfe von Teleskopen konnten nur die Geometrie der Umlaufbahn und die Wolkenoberfläche untersuchen.

### Erdgebundene Erforschung

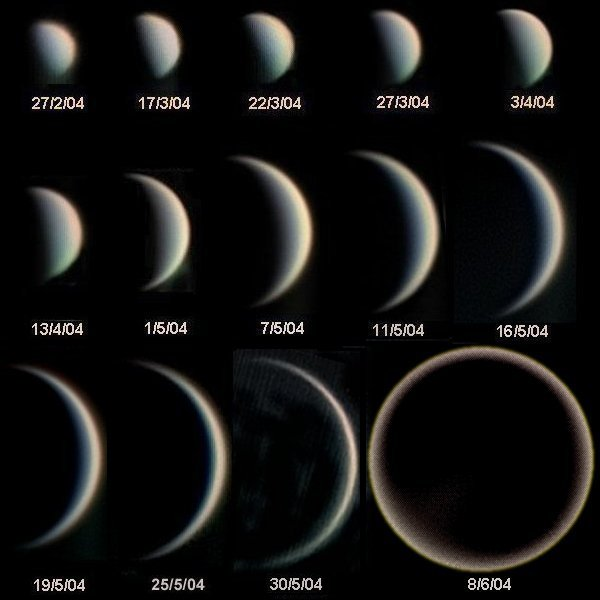
Die Phasen der Venus – Europäische Südsternwarte

Das bislang älteste bekannte Schriftdokument einer Planetenbeobachtung sind die Venus-Tafeln des Ammi-saduqa. Die Keilschrifttafeln tragen bis etwa 800 v. Chr. kopierte Texte des babylonischen Königs Ammi-şaduqa über Beobachtungen des 584-Tage-Intervalls der Venus ab 1645 v. Chr.
Bei den ersten Beobachtungen der Venus mit Teleskopen durch Galileo Galilei und Zeitgenossen im Jahre 1610 zeigte sich unmittelbar, dass die Venus wie der Mond Phasen zeigt. Diese Beobachtung, die sich aus der Perspektive der Erde ergibt, nach der die Venus ein unterer Planet ist, war zur damaligen Zeit einer der großen Beweise, dass die Venus die Sonne und nicht die Erde umkreist. Die Phasen der Venus wurden von Nikolaus Kopernikus als möglicher Beweis seiner heliozentrischen Lehre vorhergesagt. Bei dem geozentrischen Weltbild von Ptolemäus können Merkur und Venus nie als Vollscheibe erscheinen.

Allerdings gab es auch das von Athanasius Kircher so genannte „Ägyptische Modell“, welches schon Herakleides Pontikos, ein Schüler von Platon, vorgeschlagen haben soll, bei dem Merkur und Venus die Sonne umkreisen.
Auch zur Entscheidung zwischen dem geo-heliozentrischen Modell von Tycho Brahe und dem heliozentrischen Modell von Kopernikus konnte die beeindruckende Entdeckung der Venusphasen nichts beitragen.

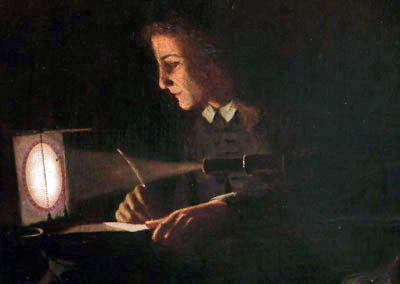
Jeremia Horrocks bei der Vermessung des von ihm vorausberechneten Venusdurchgangs am 4. Dezember 1639 (William Richard Lavender, 1903)

Seit Johannes Kepler den Venustransit von 1631 vorhergesagt hatte, waren diese seltenen Ereignisse, bei denen die Venus als dunkles Scheibchen vor der Sonne zu sehen ist, ein besonders beliebtes Forschungsgebiet. Mit Hilfe dieser Beobachtungen konnte insbesondere die Entfernungsskala des Sonnensystems erheblich verbessert werden (siehe auch: Venustransit). Anlässlich des Venusdurchgangs von 1761 entdeckte Georg Christoph Silberschlag als erster die Atmosphäre der Venus als eine helle Aura um den Planeten.
Ende des 18. Jahrhunderts führte der Lilienthaler Astronom Johann Hieronymus Schroeter genauere Untersuchungen der Venusphasen durch. Er stellte fest, dass es zwischen der geometrisch berechneten Phase der Venus und der tatsächlich beobachteten Phase systematische Unterschiede gibt. Zunächst meinte Schroeter, dass diese Unregelmäßigkeiten, wie beim Erdmond, auf Oberflächendetails wie Gebirgszüge zurückgehen. In einer 1803 veröffentlichten Arbeit über die Venusphase zum Zeitpunkt der Dichotomie („Halbvenus“) folgerte er dann aber korrekt, dass es sich um Dämmerungseffekte in der Atmosphäre handelt. Daher wird diese Erscheinung heute allgemein nach der von Patrick Moore eingeführten Bezeichnung Schroeter-Effekt genannt. Durch ihn erscheint die Dichotomie der Venus zu ihrer östlichen Elongation als Abendstern ein bis zwei Tage früher, und zu ihrer westlichen Elongation als Morgenstern entsprechend später. Der Effekt ist schon für Amateure mit kleinem Teleskop leicht als „Venushörner“ zu beobachten (siehe auch Abschnitt: Beobachtung/Grundlagen).
1927 gelang es Frank Elmore Ross, durch Ultraviolettaufnahmen zum ersten Mal Strukturen in der Wolkendecke der Venus sichtbar zu machen. Mittels der Spektralanalyse konnte 1932 erstmals Kohlendioxid als Hauptbestandteil der Venusatmosphäre nachgewiesen werden.
Durch die Erfindung des Radars und der Radioastronomie traten in der Mitte des 20. Jahrhunderts weitere neue Beobachtungsmöglichkeiten hinzu. Beobachtungen im Mikrowellenbereich, die ein Astronomenteam um Cornell H. Mayer im Jahr 1956 durchführte, deuteten zum ersten Mal auf eine sehr hohe Oberflächentemperatur der Venus von mindestens 600 Kelvin (327 °C) hin.
1957 bemerkte der französische Amateurastronom Charles Boyer, Magistratsmitglied und Präsident des Berufungsgerichtes von Brazzaville, auf seinen von der Venus gemachten Ultraviolettaufnahmen eine dunkle horizontale Y-Struktur und schloss aus ihrer Wiederkehr auf eine viertägige, retrograde atmosphärische Zirkulation. Außerhalb Frankreichs standen die Astronomen dieser Beobachtung zunächst skeptisch gegenüber.
Die Rotationsperiode der Venus selbst konnte erstmals während der unteren Konjunktion im Jahre 1961 gemessen werden. Dies gelang mit Hilfe eines Radarstrahls der 26-Meter-Antenne in Goldstone, Kalifornien, dem Jodrell-Bank-Radioobservatorium in Großbritannien und dem sowjetischen Radioteleskop in Jewpatorija auf der Krim. Der retrograde Drehsinn konnte allerdings erst 1964 nachgewiesen werden.
Die Messung der Laufzeit der Radarstrahlen lieferte bei diesen Untersuchungen zudem exakte Werte für den Abstand der Venus von der Erde. Im Zuge dieser Laufzeitmessungen gelang dem Physiker Irwin I. Shapiro 1968 die experimentelle Bestätigung der von ihm im Jahre 1964 vorhergesagten und nach ihm benannten Shapiro-Verzögerung. Nach der allgemeinen Relativitätstheorie sollte die Laufzeit eines Radarsignals beim Durchlauf des Gravitationsfeldes der Sonne gegenüber der klassischen Theorie etwas vergrößert sein. Der Effekt sollte bei der oberen Konjunktion der Venus etwa 200 Mikrosekunden ausmachen. Dieser Wert wurde seit den ersten Messungen mit immer größerer Genauigkeit bestätigt.
Die Oberflächenerkundung mittels der erdgebundenen Radarvermessung erfasst durch die indirekt an die Erdbewegung gebundene, resonanzartige Rotation der Venus während der unteren Konjunktion immer nur die Hemisphäre von Alpha Regio, mit Beta Regio im Westen und Ishtar Terra im Norden. Der zentrale Nullmeridian dieser „Vorderseite“ verläuft dementsprechend durch Alpha Regio. Im Norden verläuft er über die Maxwell Montes. Das Koordinatensystem der Venus wurde so festgelegt, dass die Längengrade entsprechend der retrograden Rotation von Westen nach Osten, von 0° bis 360° östlicher Länge gezählt werden. Durch die Geringfügigkeit der systematischen Abweichung von einer echten Resonanz mit nur gut einem halben Längengrad in Richtung Osten müssen 347 solcher synodischen Venusjahre vergehen, also 554,7 Erdjahre, bis auch die „Rückseite“ der Venus auf diese Weise erfasst ist.

### Erforschung mit Raumsonden
Seit den 1960er Jahren wurde eine Vielzahl von Raumsonden zum inneren Nachbarplaneten gestartet, wie beispielsweise die sowjetischen Venera-Sonden 1 bis 8. Einigen gelang eine weiche Landung, mit Kommunikationszeiten von bis zu 110 Minuten von der Oberfläche aus. Eine Rückkehr mit Proben war nicht vorgesehen.

#### Der Weg zur Venus
Ein Flug zur Venus erfordert weniger Startgeschwindigkeit als zu jedem anderen Planeten. So benötigt man nur eine Geschwindigkeitsänderung von 2,5 km/s, um von einer Kreisbahn mit 1 AE um die Sonne (entspricht der Erdbahn) auf eine Hohmann-Transferbahn zu wechseln, deren Perihel bei der Venus liegt. Ein vergleichbares Manöver für einen Flug zum Mars verlangt 2,95 km/s Geschwindigkeitsänderung. Dies führt jedoch nur zu einem Vorbeiflug an dem jeweiligen Planeten.
| Manöver        | Venus      | Mars       |
| -------------- | ---------- | ---------- |
| Flucht aus LEO | 04,95 km/s | 04,95 km/s |
| Hohmann 1      | 02,50 km/s | 02,95 km/s |
| Hohmann 2      | 02,70 km/s | 02,65 km/s |
| Orbiteinschuss | 09,95 km/s | 04,70 km/s |
| Gesamt         | 15,85 km/s | 11,20 km/s |

Um einen Orbit um den Zielplaneten zu erreichen, muss man zusätzlich von der elliptischen Transferbahn auf eine Kreisbahn um die Sonne wechseln und anschließend in einen Venus- oder Marsorbit einbremsen. Ersteres kostet mit 2,7 km/s für Venus und Mars etwa gleich viel. Das Einbremsen in einen Orbit um den Zielplaneten (z. B. 500 km über der Oberfläche) ist aufgrund der größeren Masse der Venus jedoch deutlich energieintensiver als beim Mars und benötigt mit 9,95 km/s eine mehr als doppelt so große Geschwindigkeitsänderung als die 4,70 km/s beim Mars.
Einen Überblick über die benötigten Geschwindigkeitsänderungen liefert die nebenstehende Tabelle. Die ersten und letzten beiden Geschwindigkeitsänderungen müssen dabei für die Gesamtbilanz aufgrund des Oberth-Effekts nur quadratisch addiert werden. Folglich ist zwar ein Venusvorbeiflug energetisch einfacher zu verwirklichen als ein Marsvorbeiflug, in einen Venusorbit einzuschwenken kostet jedoch deutlich mehr Energie.
Da die Venus die Sonne näher umkreist als die Erde – ihr Abstand zur Sonne beträgt nur 72 Prozent des Sonnenabstands der Erde – muss eine Venussonde über 41 Mio. Kilometer in das Gravitationspotential der Sonne fliegen, was zu einer erheblichen Zunahme ihrer kinetischen Energie führt. Zusammen mit der hohen Schwerkraft der Venus führt dies zu einer Erhöhung der Geschwindigkeit der Sonde, sodass ihre Geschwindigkeit und Bewegungsrichtung stärker als beim Mars verändert werden müssen, um aus einer Vorbeiflugbahn in eine Umlaufbahn einzutreten.

#### Frühe Vorbeiflüge

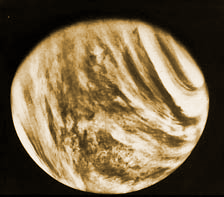
Ultraviolettaufnahme der Venuswolken von Mariner 10

Am 12. Februar 1961 brachte die Sowjetunion Venera 1 auf den Weg zur Venus. Die Sonde war damit das erste Raumfahrzeug, das zu einem anderen Planeten flog. Ein überhitzter Orientierungssensor verursachte eine Funktionsstörung, jedoch kombinierte Venera 1 erstmals alle für einen interplanetaren Flug nötigen Merkmale: Solarpaneele, parabolische Kommunikationsantenne, Drei-Achsen-Stabilisierung, Triebwerk zur Flugbahnkorrektur und einen Start von einem Parkorbit um die Erde. Die Sonde verfehlte ihr Ziel und flog am 20. Mai in 100.000 km Entfernung an der Venus vorbei, ohne ihre Beobachtungen ausführen oder mit der Erde kommunizieren zu können.

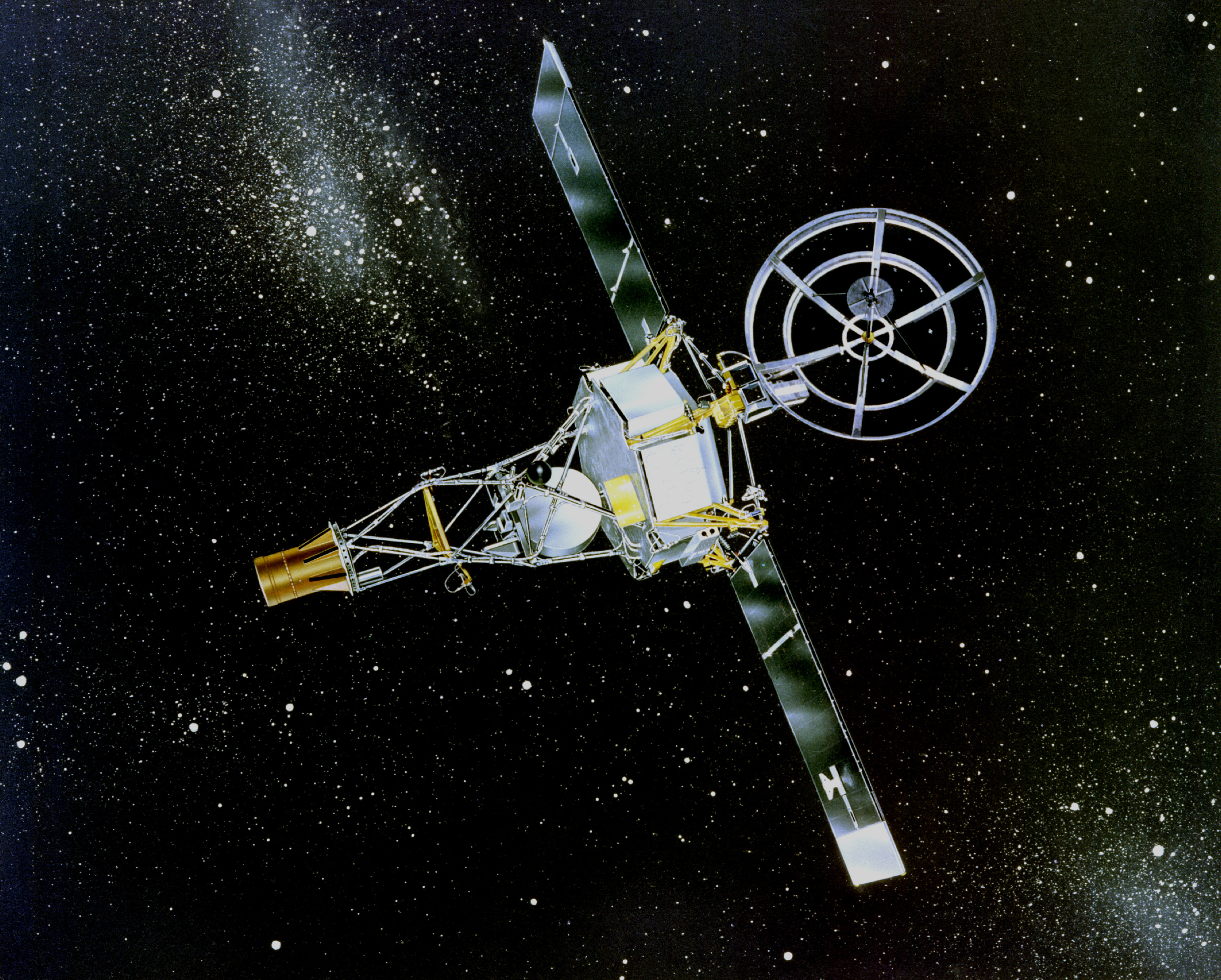
Künstlerische Darstellung von Mariner 2

Die erste erfolgreiche Venussonde war die US-amerikanische Mariner 2, eine modifizierte Ranger-Mondsonde. Mit ihr gelang am 14. Dezember 1962 in einer Distanz von 34.773 km ein geplanter Vorbeiflug. Sie entdeckte, dass der Planet kein Magnetfeld hat, und maß seine thermische Mikrowellenstrahlung.
In der Sowjetunion startete am 2. April 1964 Zond 1, jedoch brach nach einer letzten Kommunikation am 16. Mai der Funkkontakt ab. Die verlorene Sonde zog am 19. Juli in 110.000 km Entfernung ohne Ergebnisse an der Venus vorbei.
Die zweite erfolgreiche Venussonde der USA, Mariner 5, passierte den Planeten am 19. Oktober 1967 in einem Abstand von 3990 km. Mit ihren Funkwellen konnten die hauptsächlichen Eigenschaften der Venus und ihrer Atmosphäre näher bestimmt werden.
Am 5. Februar 1974 nutzte Mariner 10 auf dem Weg zum Merkur die Venus für ein Swing-by-Manöver und übermittelte von ihr zahlreiche Bilder. Die Sonde war das erste Raumfahrzeug, das solch ein Manöver an einem Planeten vollführte.

#### Frühe Landungen und Orbiter
Am 1. März 1966 endete der Abstieg des ausgeklinkten Landers der sowjetische Mission Venera 3 mit einem Aufschlag. Das Gefährt hatte damit als erste Sonde die Oberfläche eines anderen Planeten erreicht, die harte Landung aber nicht überstanden. Die Schwestersonde Venera 2 fiel kurz vor dem Vorbeiflug wegen einer Überhitzung aus.
Die Landekapsel der Venera 4 tauchte am 18. Oktober 1967 in die Venusatmosphäre ein. Sie maß Temperatur, Druck und Dichte, führte zudem elf automatische chemische Experimente zur Analyse der Atmosphäre durch. Sie wurde damit zur ersten Raumsonde, die direkte Messdaten von einem anderen Planeten lieferte. Die Daten zeigten einen Kohlendioxidanteil von 95 % und in Kombination mit den Daten der Sonde Mariner 5 einen weitaus höher als erwarteten Atmosphärendruck von 75 bis 100 bar.
Diese Daten wurden von den Missionen Venera 5 und Venera 6 am 16. und 17. Mai 1969 bestätigt und verfeinert. Aber keine dieser Raumsonden erreichte intakt die Venusoberfläche. Die Batterie in Venera 4 entleerte sich, noch während die Sonde durch die unerwartet extrem dichte Atmosphäre trieb. Venera 5 und 6 wurden von dem hohen Außendruck in einer Höhe von etwa 18 km über dem Boden zerquetscht.
Die erste erfolgreiche Landung gelang mit der Sonde Venera 7 am 15. Dezember 1970. Sie maß Oberflächentemperaturen von 457 bis 474 °C und einen Außendruck von 90 bar. Venera 8 landete am 22. Juli 1972. Zusätzlich zu den erhaltenen Druck- und Temperaturprofilen zeigte ein Lichtmesser, dass die Wolken eine Schicht bilden, die 35 km über der Oberfläche endet. Ein Gammastrahlenspektrometer analysierte die chemische Zusammensetzung des Bodengesteins.
Die sowjetische Raumsonde Venera 9, die erste Sonde der neuen Generation schwerer Raumsonden, die mit neuen Protonraketen gestartet wurden, schwenkte am 22. Oktober 1975 in einen Venusorbit ein. Sie wurde damit zu dem ersten künstlichen Satelliten der Venus. Eine Vielzahl von Kameras und Spektrometern lieferte Daten über Wolken, Ionosphäre und Magnetosphäre und führte außerdem erste bistatische Radarmessungen der Venusoberfläche durch.
Die 660 kg schwere Landekapsel von Venera 9 landete rund eine Stunde nach der Trennung vom Orbiter. Sie lieferte die ersten Bilder der Oberfläche, untersuchte zudem den Boden mit einem Gammastrahlenspektrometer und einem Densitometer. Während des Abstiegs wurden Druck, Temperatur und Lichtverhältnisse gemessen; außerdem wurden mit Backscattering und Multi-Angle-Scattering (Nebelmessgerät) Messungen der Wolkendichte durchgeführt. Durch die Messdaten wurde deutlich, dass die Wolken in drei getrennten Schichten angeordnet sind. Am 25. Oktober traf die Schwestersonde Venera 10 ein und führte ein ähnliches Messprogramm durch.

#### Pioneer-Venus
Im Jahr 1978 entsandte die NASA zwei Pioneer-Raumsonden zur Venus: den Orbiter Pioneer-Venus 1 und die Multiprobe-Sonde Pioneer-Venus 2, die getrennt gestartet wurden.
Die Multiprobe-Sonde hatte eine große und drei kleinere Atmosphärensonden an Bord. Die große Sonde wurde am 16. November 1978 freigesetzt, die drei kleineren am 20. November. Alle vier traten am 9. Dezember in die Atmosphäre ein, gefolgt von der Trägersonde selbst. Obwohl die Sonden nicht darauf ausgelegt waren, eine Landung zu überleben, funkte eine von ihnen, nachdem sie die Oberfläche erreicht hatte, 45 Minuten lang Daten zurück.
Der Pioneer-Venus-Orbiter erreichte am 4. Dezember 1978 einen elliptischen Venusorbit. Er hatte 17 Experimente an Bord, kartierte die Venus mit Radar (mit einer Auflösung von etwa 20 Kilometern pro Pixel) und analysierte beim Durchfliegen der höchsten Atmosphärenschichten diese, um ihre Zusammensetzung sowie die Interaktionen der Hochatmosphäre mit dem Sonnenwind zu erforschen. Der Orbiter wurde so lange betrieben, bis der zur Lagekorrektur verwendete Treibstoff ausging. Er wurde im August 1992 durch Verglühen in der Atmosphäre zerstört.

#### Weitere sowjetische Erfolge

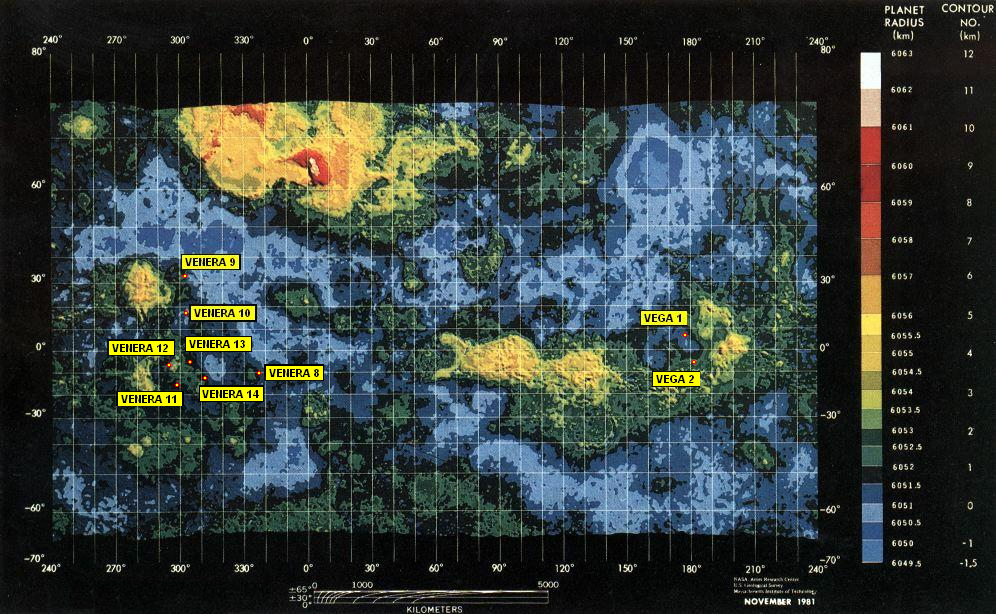
Landeorte der Venera- und Vega-Sonden

Ebenfalls 1978 flogen Venera 11 und Venera 12 an der Venus vorbei und setzten ihre Landekapseln frei, die am 21. und 25. Dezember in die Atmosphäre eintraten. Die Lander trugen Farbkameras, ein Bodenbohrgerät und einen Analysator, die alle nicht funktionierten. Jeder Lander führte Messungen mit einem Nebelmessgerät, einem Massenspektrometer und einem Gaschromatographen durch. Außerdem entdeckte man mit Hilfe von Röntgenstrahlen einen unerwartet hohen Anteil von Chlor in den Wolken, zusätzlich zum bereits bekannten Schwefel. Auch wurde eine starke Blitzaktivität gemessen.
Venera 13 und Venera 14 führten praktisch die gleiche Mission durch. Sie erreichten die Venus am 1. und 5. März 1982. Diesmal waren die Bohr- und Analyseexperimente erfolgreich, auch die Farbkameras funktionierten einwandfrei. Eine Röntgenbestrahlung der Bodenproben zeigte Ergebnisse, die bei Venera 13 ähnlich einem kaliumreichen Basalt ausfielen und 900 km weiter südöstlich, an der Landestelle von Venera 14, den Basalten des irdischen Ozeanbodens glichen.
Am 10. und 11. Oktober traten Venera 15 und Venera 16 in polare Umlaufbahnen um die Venus ein. Venera 15 beobachtete und kartierte die obere Atmosphäre mit einem Infrarot-Fourierspektrometer. Vom 10. November bis zum 10. Juli kartierten beide Satelliten das nördliche Drittel der Planetenoberfläche mit einem Synthetic Aperture Radar. Dabei konnten insgesamt etwa 30 Prozent der Oberfläche mit einer Auflösung von ein bis zwei Kilometern erfasst werden, die erstellten Karten waren damit etwa 10 Mal detailreicher als die von Pioneer-Venus 1. Die Ergebnisse erlaubten erste konkretere Vorstellungen von der geologischen Entwicklung der Venus.
Die sowjetischen Raumsonden Vega 1 und Vega 2 erreichten die Venus am 11. und 15. Juni 1985. Die Experimente ihrer Landeeinheiten waren auf die Erforschung der Wolkenzusammensetzung und Struktur fokussiert. Jeder Lander trug einen Ultraviolett-Absorption-Spektrometer sowie ein Gerät, um die Größe der Aerosolpartikel zu messen, außerdem Vorrichtungen zum Sammeln von Atmosphärenproben, die mit Hilfe eines Massenspektrometers, eines Gaschromatographen und eines Röntgenspektrometers untersucht wurden. Die zwei oberen Wolkenschichten wurden als aus Schwefelsäure, die untere Schicht als wahrscheinlich aus Phosphorsäure bestehend befunden. Auf der Oberfläche der Venus wurden ein Bohrgerät und ein Gammastrahlenspektrometer eingesetzt. Bilder von der Oberfläche gab es keine – die Lander hatten keine Kameras an Bord. Dies waren zugleich die bisher letzten Landungen auf der Oberfläche der Venus.
Die Vegasonden setzten außerdem je einen Ballon in der Atmosphäre der Venus aus, die in einer Höhe von etwa 53 km jeweils 46 und 60 Stunden lang trieben. Die Ballons legten in dieser Zeit einen Weg von etwa einem Drittel des Umfangs der Venus zurück und maßen Windgeschwindigkeit, Temperatur, Druck und Wolkendichte. Dabei wurde mehr Sturm- und Strömungsaktivität entdeckt als erwartet sowie plötzlicher Flughöhewechsel um ein bis drei Kilometer registriert. Die Vega-Muttersonden flogen weiter zum Halleyschen Kometen, den sie neun Monate später erreichten.

#### Magellan

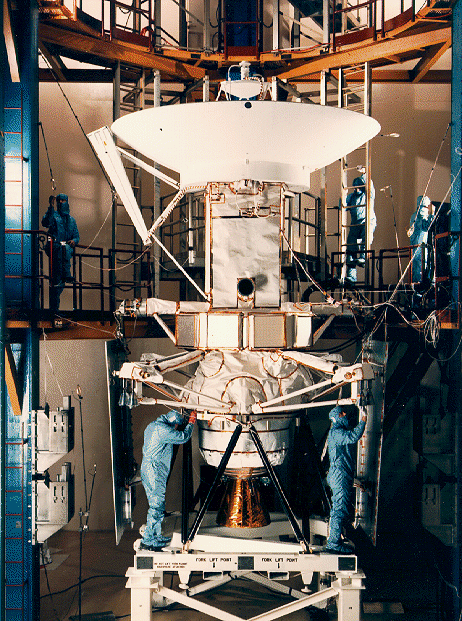
Magellan bei den Startvorbereitungen

Am 10. August 1990 erreichte mit Magellan nach Pioneer-Venus die nächste US-amerikanische Raumsonde eine Umlaufbahn um die Venus. Das einzige Instrument der Sonde war ein Synthetic Aperture Radar, mit dem die Oberfläche der Venus kartiert werden sollte. In den darauf folgenden Jahren wurden 98 % der Oberfläche von 89° Nord bis 89° Süd kartiert, wobei die Auflösung der Aufnahmen bei rund 100 Metern pro Pixel lag. Damit waren die Karten um den Faktor 200 gegenüber Pioneer-Venus 1 und immerhin um den Faktor 15 gegenüber Venera 15 und Venera 16 detailreicher. Zudem wurde in der Endphase der Mission die Bahn der Sonde so gewählt, dass sie durch die obersten Schichten der Atmosphäre flog und so Schlussfolgerungen über die Dichte und Zusammensetzung der Atmosphäre erlaubte. Durch diese Manöver wurde die ohnehin schon kaum funktionierende Sonde ständig abgebremst und trat schließlich am 12. Oktober 1994 in die tieferen Schichten der Atmosphäre der Venus ein und verglühte; es ist jedoch nicht auszuschließen, dass einige Restteile der Sonde die Oberfläche erreichten. Der Magellansonde verdanken wir die besten der heute verfügbaren Karten der Venus.

#### Vorbeiflüge in den 1990er Jahren
Einige Raumsonden auf dem Weg zu Zielen weit außerhalb der Erdbahn nutzten die Venus, um durch Swing-by-Manöver ihre Geschwindigkeit zu erhöhen. Dies waren in den 1990er Jahren einmal die Galileo-Mission zum Jupiter und zweimal die Cassini-Huygens-Mission zum Saturn.

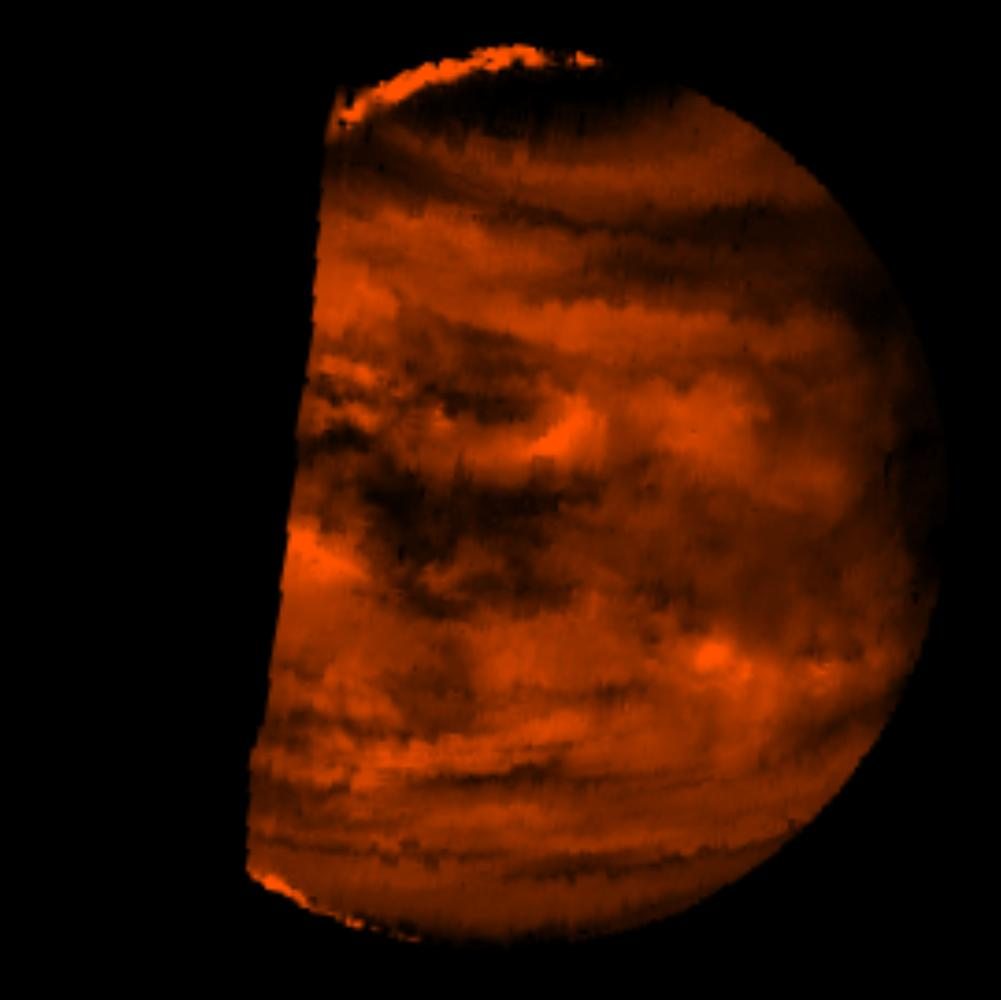
Infrarot-Aufnahme von 10 bis 16 km tiefen Wolkenschichten auf der Nachtseite der Venus durch die Jupitersonde Galileo

Mit der Raumsonde Galileo konnten 1990 erstmals Spektralaufnahmen von der Venusoberfläche im „Fenster“ des nahen Infrarotbereichs gewonnen werden. Die Auflösung dieser Wärmebilder war jedoch sehr gering, und wegen der hohen Geschwindigkeit der Sonde während des einen Vorbeifluges wurde nur ein kleiner Teil des Planeten erfasst.
Die Bordinstrumente von Cassini-Huygens konnten bei den Begegnungen 1998 und 1999 zahlreiche wissenschaftliche Daten liefern. So ergab das für die Saturnmonde konstruierte Radar die bisher genaueste Kartierung einiger Venusregionen. Magnetometertests zeigten entgegen den Daten der sowjetischen Venerasonden keine Blitze aus den 48 Kilometer hohen Venuswolken.

#### Missionen ab 2000
Von April 2006 bis zum Ende der Mission und dem Verglühen in der Venusatmosphäre Ende 2014 untersuchte Venus Express, die erste Venussonde der Europäischen Weltraumorganisation (ESA), die Atmosphäre und die Oberfläche des Planeten. Forscher haben durch die Mission vor allem weitaus genauere Daten über die Atmosphäre und die Wolkendecke erhalten. Mit ihrem Magnetometer konnte der zweifelsfreie Nachweis von Blitzen auf der Venus erbracht werden.
Mit MESSENGER umkreiste eine US-amerikanische Raumsonde den Merkur, die unter anderem zwei Vorbeiflüge an der Venus wie Mariner 10 zum Abbau von Bahndrehimpuls genutzt hat, um zu ihrem Ziel weit innerhalb der Erdbahn zu gelangen. Der erste dieser Swing-bys erfolgte am 24. Oktober 2006. Dabei befanden sich jedoch die Venus und die Sonde in oberer Konjunktion, also, von der Erde aus gesehen, hinter der Sonne, sodass durch den daher stark eingeschränkten Funkverkehr keine Bilder oder Messdaten übertragen werden konnten. Die zweite Passage wurde am 6. Juni 2007 vollzogen; für dieses Mal konnte der Einsatz aller Messinstrumente bei nur 337 km Abstand vorgesehen werden. Durch die laufende Mission des Orbiters Venus Express wurde die Venus während dieses Vorbeifluges zum ersten Mal von zwei Raumsonden gleichzeitig untersucht. Dieser zweite Swing-by von MESSENGER fand auf der gerade erdzugewandten Seite des Planeten statt, während sich Venus Express an der gegenüberliegenden Seite befand; dadurch war zwar keine synchrone Untersuchung desselben Gebietes möglich, aber zeitlich etwas versetzt ergänzen sich die unterschiedlichen Untersuchungsmethoden der beiden Sonden dennoch.

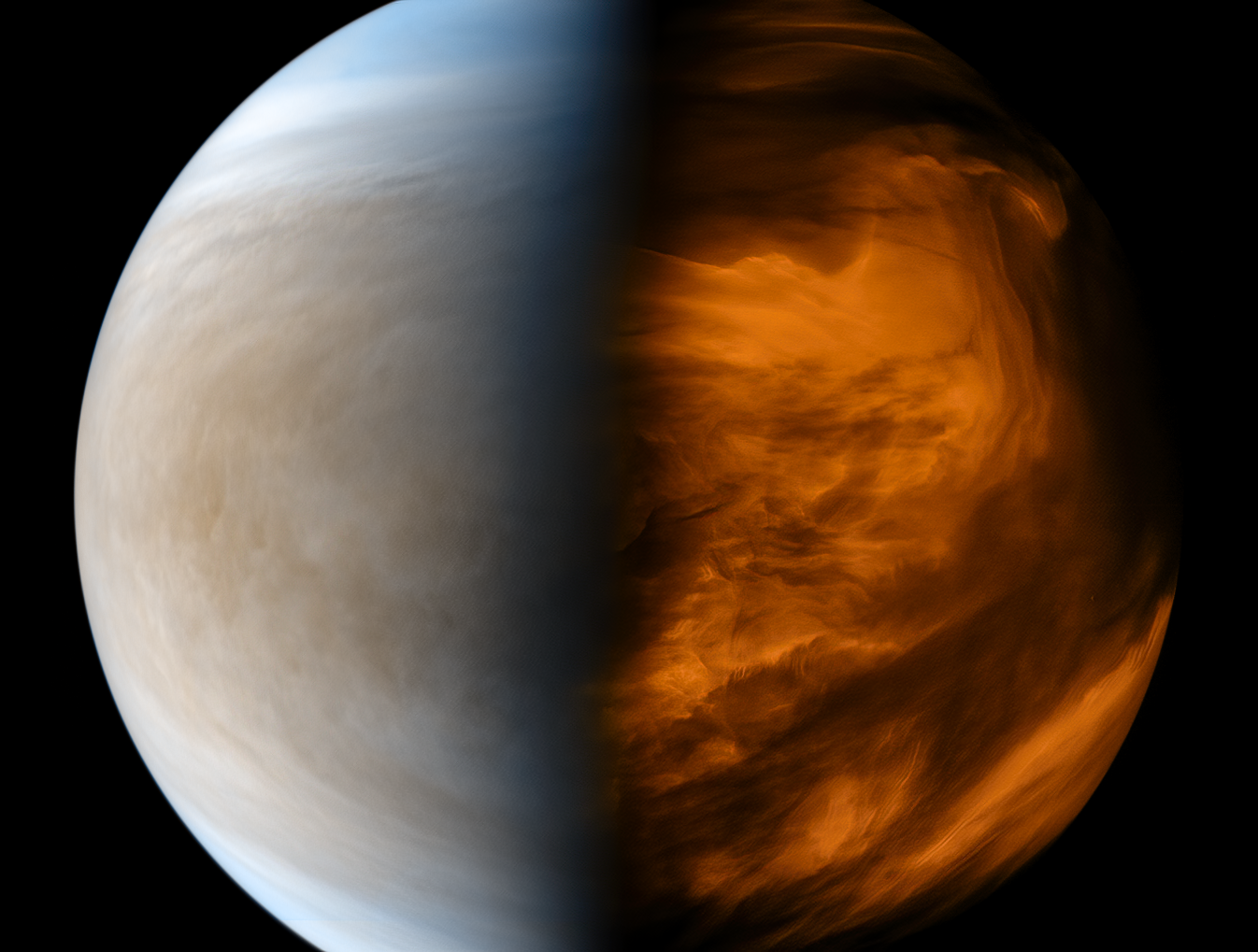
Ultraviolett- und Infrarotaufnahme durch Akatsuki

Die japanische Raumfahrtagentur JAXA hat am 20. Mai 2010 den kleinen Venusorbiter Akatsuki gestartet. Er wurde für eine Missionsdauer von insgesamt 4,5 Jahren vorgesehen und sollte nach seiner Ankunft am 8. Dezember 2010 die Venus mit gekühlten Kameras im infraroten Licht beobachten und die Superrotation der Atmosphäre studieren. Das Einschwenken der Sonde in den Venusorbit misslang jedoch zunächst. Ein zweiter Versuch am 6. Dezember 2015 war dann erfolgreich.
Am 12. August 2018 startete die NASA-Sonnensonde Parker Solar Probe und wird an der Venus insgesamt sieben Swing-by-Manöver absolvieren: am 3. Oktober 2018, am 22. Dezember 2019, am 11. Juli 2020, am 20. Februar und 16. Oktober 2021, am 21. August 2023 und am 6. November 2024.
Am 20. Oktober 2018 startete die von der ESA und der JAXA gebaute Merkursonde BepiColombo. Nach einem ersten Swing-by-Manöver an der Venus am 15. Oktober 2020 hat sie am 10. August 2021 ein zweites vollführt. Dabei werden einige Instrumente getestet und die Atmosphäre sowie die Ionosphäre untersucht.
Am 14. April 2023 startete die ESA-Jupitersonde JUICE, die eines ihrer Swing-by-Manöver an der Venus ausführen soll. Dieses ist für August 2025 geplant.

#### Geplante Missionen

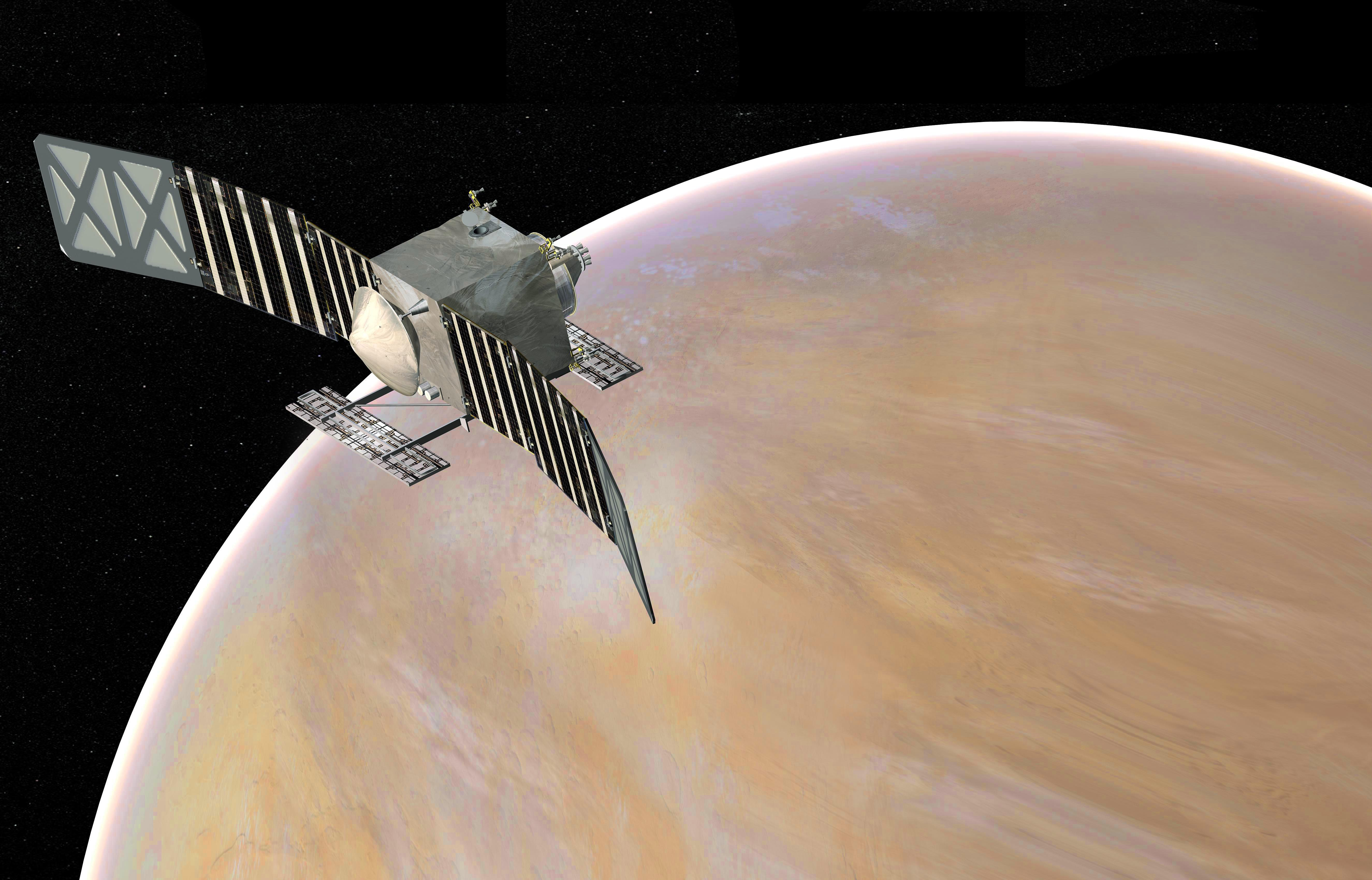
VERITAS

- Die ESA beschloss im Rahmen ihres Cosmic Vision-Programms die Verwirklichung des Venusorbiters EnVision. Er soll zwischen 2031 und 2033 starten.[55]
- Russland will mit einer neuen Landemission namens Venera-D an die früheren Veneraerfolge der sowjetischen Zeit anknüpfen. Doch diesmal soll die Landesonde im Unterschied zu ihren Vorgängern mehrere Stunden lang auf der Venusoberfläche in Betrieb bleiben können. Der Start ist für frühestens 2029 angesetzt.[56]
- Die USA planen im Rahmen des Discovery-Programms zwei Venusmissionen: DAVINCI+ (Deep Atmosphere Venus Investigation of Noble gases, Chemistry, and Imaging) soll die Venusatmosphäre untersuchen. VERITAS (Venus Emissivity, Radio Science, InSAR, Topography, and Spectroscopy) soll die Venus in noch höherer Auflösung als Magellan kartieren.[57]

## Beobachtung
Unter den Leuchtpunkten am Himmel ist die Venus der auffallendste. Die älteste bekannte bildhafte Darstellung des Wandelsterns befindet sich auf einem babylonischen Grenzstein, einem Kudurru des Königs Meli-Šipak aus dem 12. Jahrhundert v. Chr. Das Steinrelief zeigt, neben den Symbolen der Sonnenscheibe und der Mondsichel, die Venus als Stern mit acht Strahlen. Das achtstrahlige Sternsymbol stand in Babylon zugleich für die Göttin Ištar. Für die ungefähr 4000 Jahre alte Himmelsscheibe von Nebra gibt es die Deutung, dass einige der darauf verteilten Goldpunkte das Bewegungsmuster der Venus darstellen.

### Grundlagen

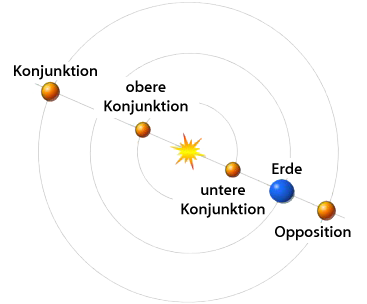
Obere und untere Konjunktion im Schema

Neigung der Venusbahn gegen die Erdbahn

Weil die Venus einer der unteren Planeten ist, sich ihre Umlaufbahn um die Sonne also innerhalb der Erdbahn befindet, kann sie im Gegensatz zu den oberen Planeten der Sonne an der Himmelskugel niemals gegenüberstehen, das heißt in Opposition kommen. Stattdessen unterscheidet man anstelle der Konjunktion der äußeren Planeten die Obere Konjunktion (Venus hinter der Sonne) von der unteren Konjunktion, bei der die Venus vor der Sonne steht. Die größte Elongation – das heißt, der größtmögliche östliche und westliche Winkelabstand zur Sonne – beträgt 48°.
Die Neigung der Venusbahn gegen die Bahnebene der Erde beträgt etwa 3,4°, das ist nach Merkur der zweithöchste Wert der acht Planeten. Trotz dieser an sich noch geringen Neigung ist es sehr selten (auch im Vergleich zum Merkur), dass es bei der unteren Konjunktion zu einem so genannten Durchgang vor der Sonnenscheibe kommt. Da die Venus bei der unteren Konjunktion nur etwa 41 Millionen km von der Erde entfernt ist, kann sich perspektivisch ein Winkelabstand von bis zu fast 9° gegenüber der Sonnenscheibe ergeben. So kann sie für einige Tage (bei Vorbeizug nördlich der Sonne auf der Nordhalbkugel und bei Vorbeizug südlich der Sonne auf der Südhalbkugel) sowohl am Abend- als auch am Morgenhimmel gesehen werden. Im 20. Jahrhundert gab es keinen einzigen Venustransit.
Hingegen kann der Planet gerade wegen seiner im Vergleich zu den anderen Planeten relativ großen Bahnneigung manchmal doppelsichtig werden, indem er mit freiem Auge sowohl in der hellen Morgen- wie in der hellen Abenddämmerung beobachtbar sein kann. Dies ist in den Tagen um die Untere Konjunktion möglich, wenn er nicht knapp an der Sonne vorbeizieht, sondern bis zu 8° nördlich oder südlich von ihr.
Steht die Venus östlich der Sonne, kann sie als Abendstern am Westhimmel beobachtet werden, steht sie westlich, kann sie als Morgenstern am Osthimmel gesehen werden. Hierbei sind Sichtbarkeitszeiten von bis zu 4,5 Stunden (vom Venusaufgang bis zum Sonnenaufgang beziehungsweise vom Sonnenuntergang bis zum Venusuntergang) möglich, wenn die Venus in der Ekliptik eine höhere Position als die Sonne einnimmt. Am stärksten ist dieser Effekt im Spätwinter oder Frühling bei ihrer Sichtbarkeit als Abendstern, und bei ihrem Auftritt als Morgenstern im Herbst. Wegen ihrer großen Helligkeit und ihres größeren Winkelabstandes ist die Venus viel leichter zu beobachten als der Merkur. Bei sehr klarem Himmel und ausreichend großer Elongation kann sie auch am Tag mit bloßem Auge beobachtet werden.

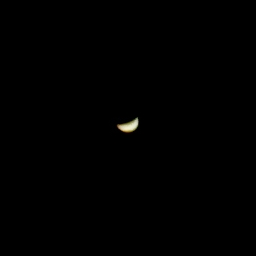
Die Venussichel am westlichen Abendhimmel im hellsten Glanz zirka fünf Wochen vor der unteren Konjunktion

Aufgrund ihrer Bahnbewegung zeigt die Venus im Teleskop je nach Position unterschiedliche Phasen, gleich den Phasen des Mondes. Vor und nach einer oberen Konjunktion (wenn sie jenseits der Sonne steht) erscheint sie als kleines, fast rundes Scheibchen mit einem Durchmesser von etwa 10″ (Bogensekunden). Mit zunehmendem Winkelabstand von der Sonne kommt sie der Erde näher, erscheint größer und nimmt zur maximalen östlichen Elongation die Form einer abnehmenden „Halbvenus“ an. Da die Umlaufbahn nicht kreisförmig ist, sondern elliptisch, fällt die geometrisch berechenbare Dichotomie nicht exakt auf den Zeitpunkt der größten Elongation, sondern weicht um einige Tage davon ab. Während die Venus weiter der unteren Konjunktion zustrebt, wird ihr Winkelabstand zur Sonne wieder kleiner, sie erscheint als schmaler werdende Sichel und erreicht in der unteren Konjunktion ihren größten scheinbaren Durchmesser von etwa 60″. Die scheinbare Helligkeit der Venus hängt von ihrem scheinbaren Durchmesser und ihrer Phase ab. Die größte Helligkeit (größter Glanz) von etwa −4,3m erreicht sie etwa 35 Tage vor und nach der unteren Konjunktion, wenn von der Erde aus etwa 30 Prozent der von der Sonne beschienenen Oberfläche zu sehen sind. Bei geringerem Winkelabstand zur Sonne kann, durch die Brechung und Streuung des Sonnenlichts in den dichteren Schichten ihrer Atmosphäre, an der leuchtenden Sichel eine starke Verlängerung der Spitzen beobachtet werden, das so genannte „Übergreifen der Hörnerspitzen“. Die Venussichel umfasst nahe der unteren Konjunktion also einen Bogen von weit über 180°, obwohl eine beleuchtete Kugel nur einen Sichelbogen von exakt 180° zeigen dürfte. Die ständig geschlossene Wolkendecke der Venus verwehrt dem Auge zwar jeden Einblick, verstärkt aber stets ihr Leuchten. Kurz vor der unteren Konjunktion schließt sich der Sichelbogen sogar vollständig zu einem Kreis. Dieser Effekt ist allerdings wegen der großen Sonnennähe nur schwer zu beobachten.
Der synodische Sichtbarkeitszyklus der Venus wiederholt sich gemäß der pentagrammartigen Verteilung der Konjunktionspunkte auf ihrer Bahn fünfmal nacheinander vor jeweils unterschiedlichem Sternenhintergrund. Je nach der Position in der Ekliptik sind zwei von jeweils fünf Morgen- und Abendsichtbarkeiten deutlich auffallender. Dieser gesamte Sternenzyklus wiederholt sich wiederum fast auf den Tag genau alle acht Jahre.

### Sichtbarkeiten

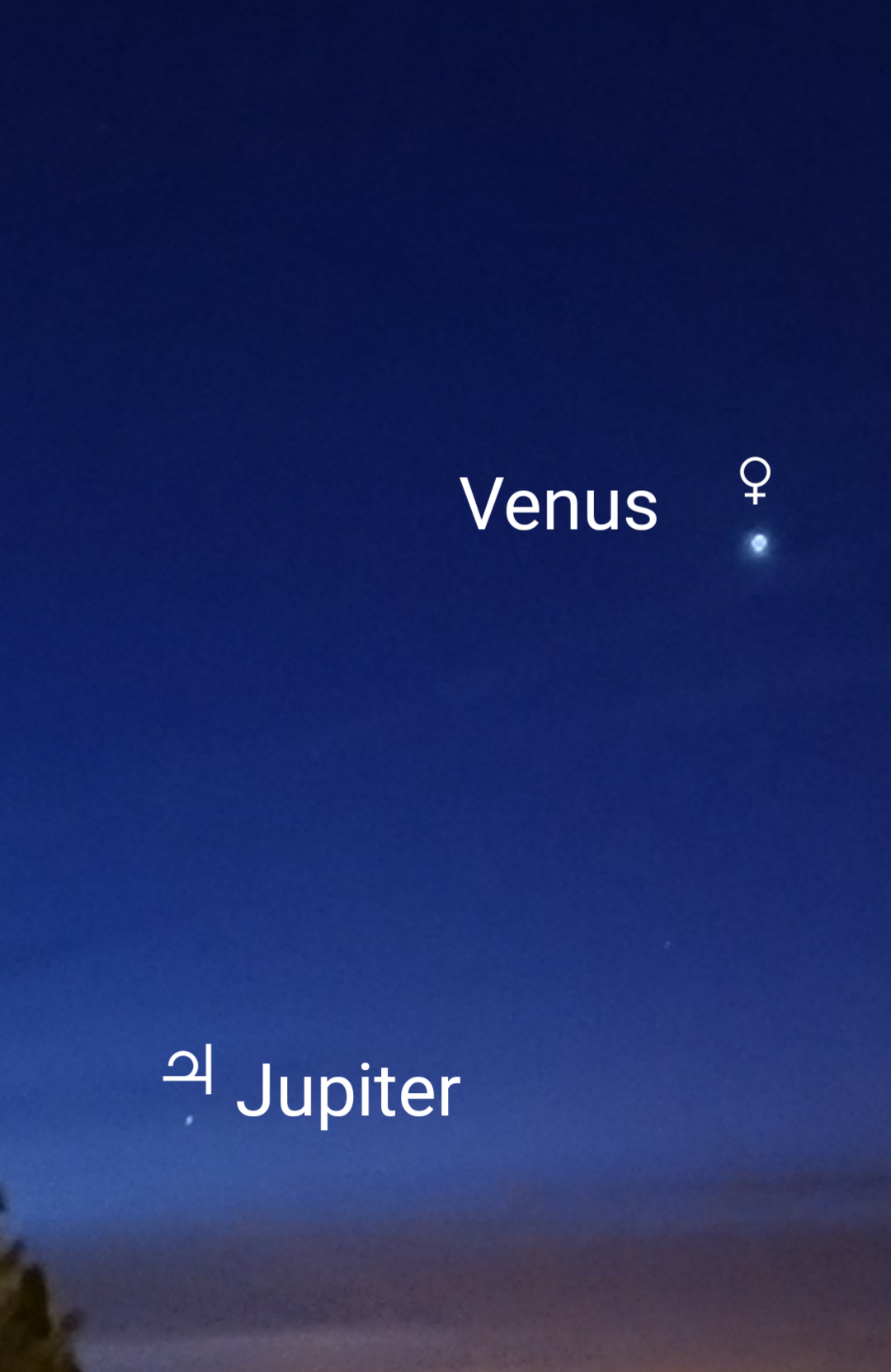
Venus als Morgenstern. Der Jupiter ist nach der Venus der hellste Planet am nächtlichen Himmel.

Die Venus ist nach der Sonne und dem Mond das dritthellste Objekt am Himmel, kann aber aufgrund ihres kleinen Winkeldurchmessers von maximal einer Bogenminute ohne optisches Gerät nur als Punkt wahrgenommen werden. Sie ist nach ihnen der dritte Himmelskörper, der auf der Erde einen Schatten werfen kann, – wenn auch nur sehr schwach um die Zeit ihres größten Glanzes in den mondlosen Nächten sehr dunkler Gebiete. Sie ist als einziger der fünf mit bloßem Auge sichtbaren Planeten unter günstigen Bedingungen auch am hellen Taghimmel hoch über dem Horizont auffindbar. Ihre östliche Elongation bietet Abendsichtbarkeit, die westliche Elongation Morgensichtbarkeit. Bei diesen Positionen fällt sie während der Dämmerung als erster oder letzter mit bloßem Auge sichtbarer Punkt am Himmel auf.

### Erdnähen
Von allen Umlaufbahnen unter den Planeten des Sonnensystems ist der Abstand zwischen denen der Venus und der Erde am geringsten. Im zeitlichen Mittel hat jedoch Merkur den geringsten Abstand sowohl von Venus als auch Erde. Am nächsten kommen sich die beiden Planeten, wenn sich die Venus zur unteren Konjunktion möglichst im Aphel und die Erde möglichst im Perihel befindet. Die größte Erdnähe seit dem Jahr 1800 wurde am 16. Dezember 1850 mit 0,26413854 AE bzw. 39.514.827 Kilometern erreicht. Erst am 16. Dezember 2101 wird die Venus der Erde mit einem Abstand von 0,26431736 AE bzw. 39.541.578 Kilometern fast so nahekommen wie damals (siehe auch: Apsidendrehung).

### Venustransite

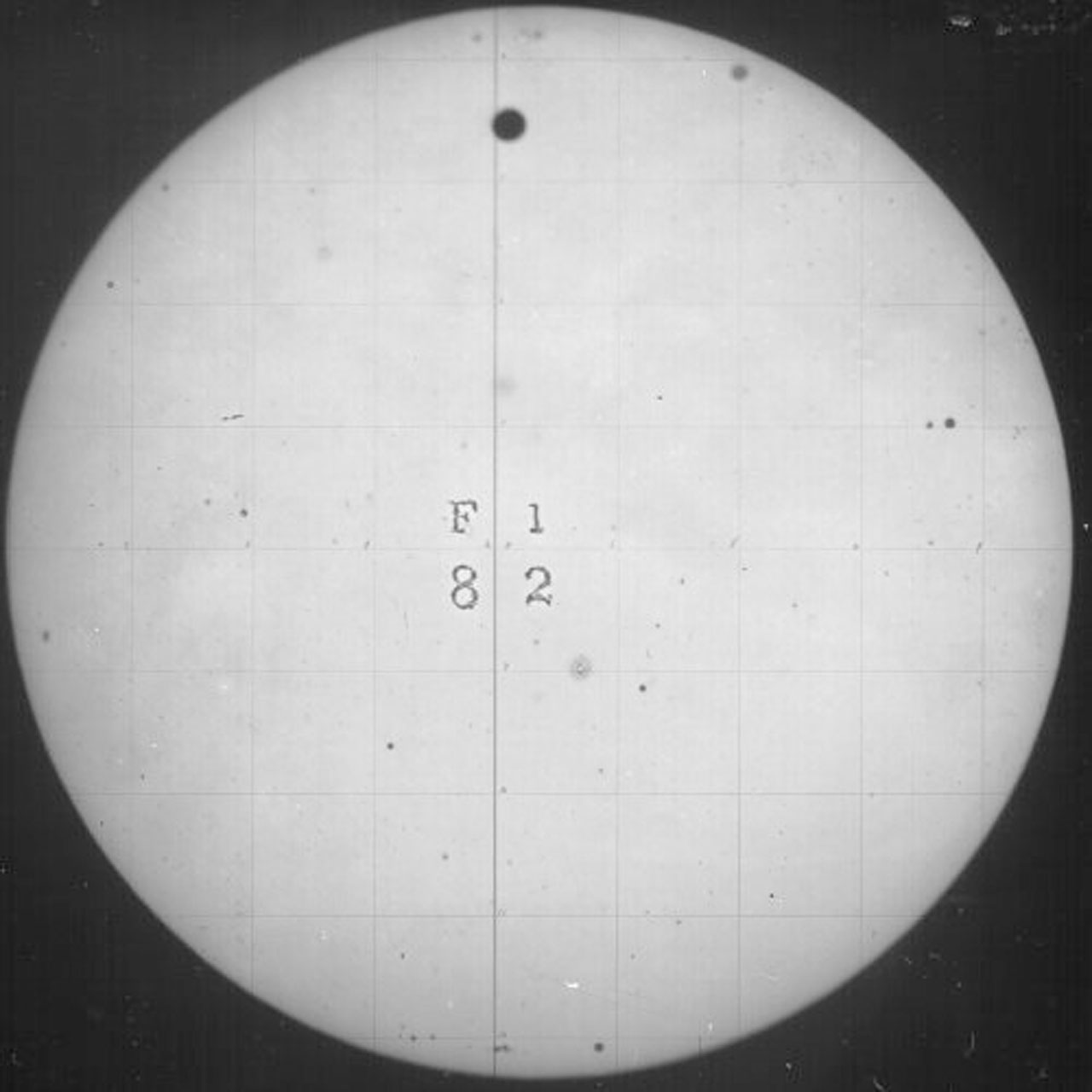
Venustransit am 6. Dezember 1882. Dieses Foto der amerikanischen Transitexpedition ist wahrscheinlich eine der ältesten Fotografien der Venus.

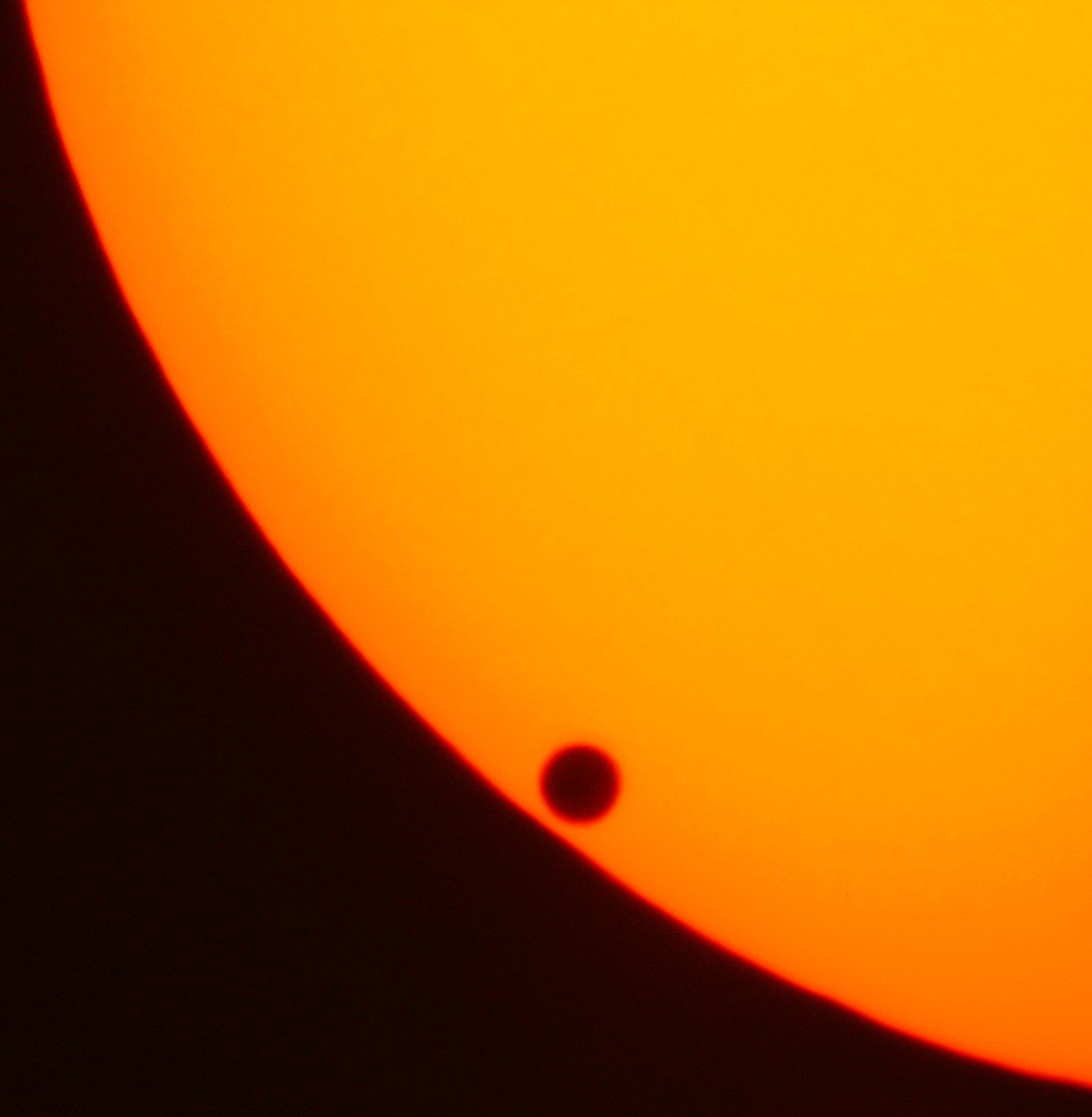
Venustransit am 8. Juni 2004

Trifft die untere Konjunktion mit dem Knotenpunkt der Venusbahn (einem Schnittpunkt mit der Ekliptik) zusammen, steht die Venus genau vor der Sonnenscheibe und es kommt zu einem Durchgang (Transit). Der letzte Venusdurchgang ereignete sich am 6. Juni 2012 und war in Mitteleuropa in seiner Endphase zu beobachten, der vorletzte am 8. Juni 2004 war in Europa in voller Länge zu sehen. Weitere Venusdurchgänge (nach dem gregorianischen Kalender):
- 5. Juni 1518
- 2. Juni 1526
- 7. Dezember 1631 (von Johannes Kepler vorausberechnet, in Europa nicht sichtbar)
- 4. Dezember 1639 (von Jeremiah Horrocks berechnet und beobachtet)
- 6. Juni 1761 (weltweit koordinierte Beobachtungsexpeditionen)
- 3. Juni 1769
- 9. Dezember 1874
- 6. Dezember 1882
- 8. Juni 2004
- 6. Juni 2012
- 11. Dezember 2117
- 8. Dezember 2125
- 11. Juni 2247
- 9. Juni 2255

Durchgänge der Venus finden immer abwechselnd im Juni oder im Dezember statt, weil zu diesen Zeiten die Erde die Knoten der Venusbahn passiert. Der Zyklus der Transite beträgt 243 Jahre, dabei finden vier Durchgänge mit den Abständen von 8 Jahren, von 121,5 Jahren, wieder von 8 und dann nach 105,5 Jahren statt. Durch die Beobachtung eines Venustransits von verschiedenen Positionen auf der Erde kann man mit der Messung der Horizontalparallaxe die Entfernung Erde–Sonne (die Astronomische Einheit) bestimmen.

### Bedeckungen durch die Venus
Gegenseitige Bedeckungen zwischen Planeten sind sehr selten. Am 28. Mai 1737 bedeckte die Venus etwa 10 Minuten lang vollständig den Merkur. Dies wird das nächste Mal etwa 13 Minuten lang am 3. Dezember 2133 geschehen. Die nächste Bedeckung des Mars durch die Venus wird erst am 4. Juni 2327 für rund 20 Minuten stattfinden.
Am 3. Januar 1818 bedeckte die Venus für einige Minuten ringförmig den Jupiter. Am 22. November 2065 wird sie ihn teilweise und am 14. September 2123 wieder ringförmig bedecken.
Am 29. August 1771 kam es kurz zu einer teilweisen Bedeckung des Saturns. Das wird sich erst am 12. August 2243 wiederholen.
Am 4. März 2251 bedeckt sie kurz vollständig den Uranus, ebenso den Neptun am 21. August 2104.

## Kulturgeschichte
Da die Venus das hellste sternartige Objekt am Firmament ist, hat sie wohl seit Anbeginn der Kulturgeschichte eine tragende Rolle in der Astronomie, aber auch in der Mythologie und der Astrologie gespielt.

### Alter Orient
Die Sumerer verbanden den hellsten Wandelstern mit der Göttin Inanna, die Babylonier mit Ištar, der Göttin der Liebe und des Krieges, Ninsianna bezeichnete den Morgenstern. Auch nach der Erkenntnis, dass es sich um denselben Himmelskörper handelt, unterschied man in Babylonien und Assyrien weiterhin zwischen Morgen- und Abendstern. Im antiken Arabien war Al-ʿUzzā die Göttin des Morgensterns, in Syrien die Brüder Šaḥar und Šalim.
Bereits Anfang des dritten Jahrtausends v. Chr. verehrten die Ägypter die Venus unter dem Namen Netjer-duai als Morgenstern. Im alten Ägypten verband man den Wandelstern mit der Göttin Isis.

### China
Im antiken China ordnete man gemäß der Fünf-Elemente-Lehre den Planeten Venus der Wandlungsphase Metall zu. Daher heißt die Venus im Chinesischen und Japanischen „Metall-Stern“ (金星 chin. jīnxīng, jap. kinsei).

### Persien – Iranische Mythologie
In der iranischen Mythologie wird der Planet – abgesehen von einem möglichen Hinweis im Yasht 10 auf Mithra – der Gottheit Anahita zugeordnet, was sich in der mittelpersischen Sprache in der Bezeichnung des Himmelskörpers als „Anāhid“ und im Persischen als „Nāhid“ spiegelt. Hierbei erscheint Anahita als eine Gottheit des Wassers sowie als Repräsentanz des mythischen kosmischen Urflusses und der Fruchtbarkeit.

### Griechische Mythologie
Im frühen antiken Griechenland nannte man die Venus als Morgenstern Phosphoros (so viel wie „Lichtbringer“) – auf Lateinisch Lucifer –, manchmal auch Eosphoros, und als Abendstern Hesperos. Erst die späteren Hellenen bezogen diesen Planeten auf die Göttin Aphrodite. Seit der Antike wurde sowohl für den Planeten als auch für die Göttin Venus das Pentagramm als Symbol benutzt. Der Ursprung dieser Symbolik liegt anscheinend in der besonderen periodischen Bewegung des Planeten, dessen auffälligste Positionen am Sternenhimmel im Zeitraum von acht Jahren ein recht exaktes Pentagramm beschreiben. Es gibt Vermutungen, dass die Griechen die Olympischen Spiele der Antike nach diesem Zyklus ausgerichtet haben. Das heute bekannte Venussymbol ♀ steht ebenfalls sowohl für die Göttin als auch in der Astronomie und Astrologie für den Planeten.

### Germanische Mythologie
In der germanischen Mythologie verband man die Venus mit der Göttin Freya. Auf Letztere geht möglicherweise die deutsche Bezeichnung Freitag für den Wochentag dies veneris, den Tag der Venus, zurück. Mit der Renaissance hat sich für den Planeten der Name Venus (lat. „Anmut“, „Liebreiz“) der römischen Liebesgöttin durchgesetzt.

### Altamerikanische Mythologie
Bei den Maya galt die Venus als aggressiv. Nach dem Venuskalender wurde der Erfolg von Kriegszügen berechnet. In Mesoamerika galt der Gott Tlahuizcalpantecuhtli als Personifikation des Morgensterns, sein Bruder Xolotl wird als Abendstern gedeutet.

### Astrologie

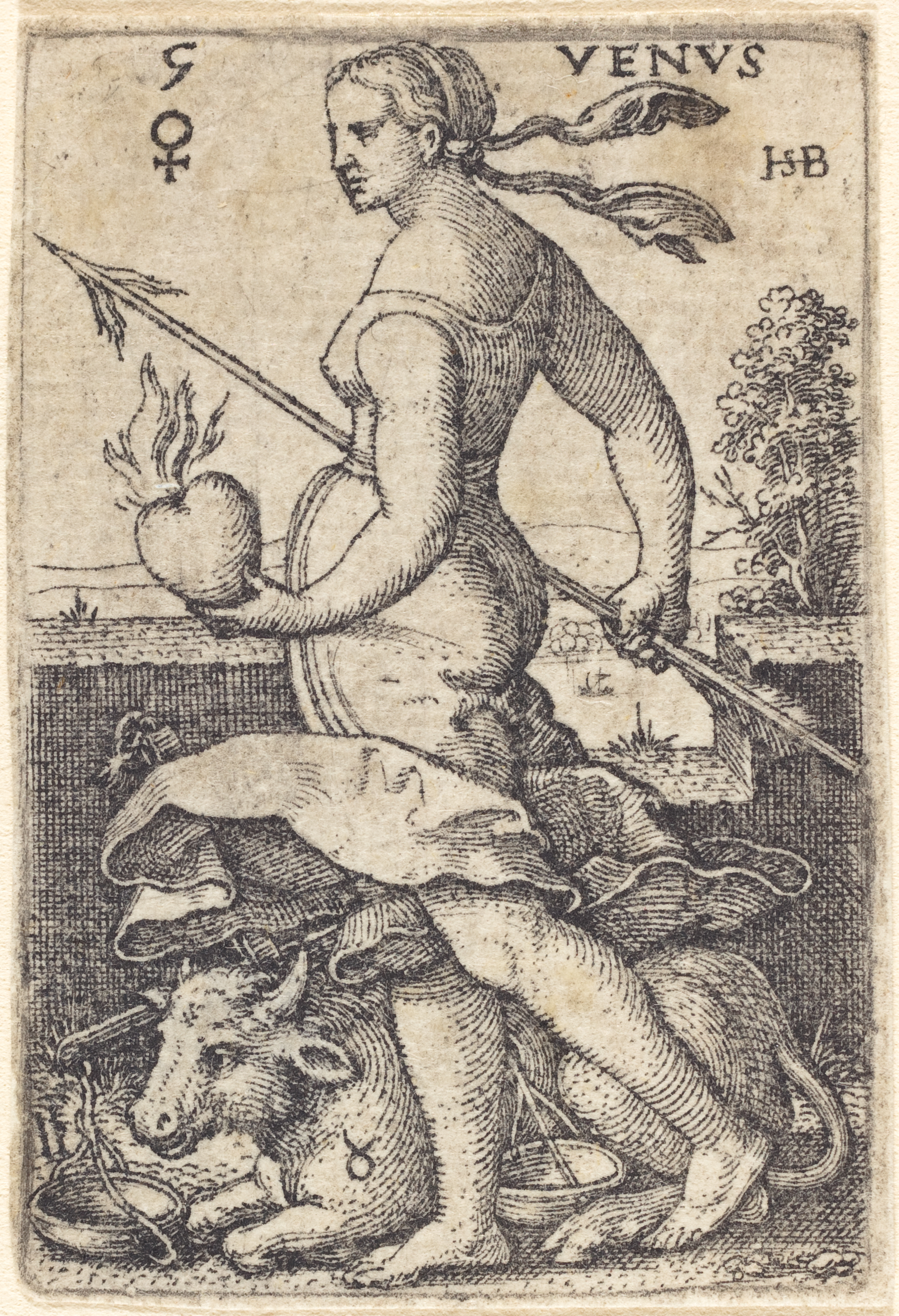
Allegorische Darstellung der Venus als Herrscherin der Tierkreiszeichen Waage und Stier; von Hans Sebald Beham, 16. Jahrhundert

In der Astrologie ist die Venus unter anderem auch das Symbol des Bindungsvermögens. Darüber hinaus steht dieses Venussymbol seit dem Altertum auch für das Planetenmetall Kupfer, das als Spiegelmetall der Liebes- und Schönheitsgöttin dem Planeten zugeordnet wurde. Durch die allgemeine Zuordnung eines weiblichen Charakters in der abend- und morgenländischen Kultur steht das Symbol der Venus (♀) in der heutigen Gesellschaft auch für die Weiblichkeit und in der Biologie für das weibliche Geschlecht.

### Christentum
In der christlichen Überlieferung ist der Morgenstern ein Symbol für den herannahenden Gottessohn und dessen lichtvolle Erscheinung in der Nacht der Welt (Epiphanie). Mitunter wird die Venus auch als die Stella maris identifiziert, ein Marientitel der Mutter von Jesus von Nazareth.
Astronomische Theorien zur Datierung des Sterns von Betlehem beziehen sich unter anderem auf verschiedene Konjunktionen von Venus und Jupiter.
Der Morgenstern ist aber auch Luzifer, der „gefallene Engel“ (nach Jesaia 14,12 ).

## Rezeption

### Rezeption in Literatur, Film und Musik
„O du mein holder Abendstern.“

Gottlob Frege illustrierte in seinem 1892 erschienenen Aufsatz Über Sinn und Bedeutung mit dem Planeten Venus den Unterschied von Sinn und Bedeutung eines Namens. Sein Satz „Der Morgenstern ist der Abendstern.“ ist noch heute ein Standardbeispiel in der analytischen Philosophie.
In den ersten wissenschaftlich untermauerten Vorstellungen von der Venus als Weltkörper galt dieser erdähnliche Planet durch seine größere Sonnennähe im Gegensatz zum Mars als eine lebensfreundlichere, junge und sehr warme Welt der Urzeit, die unter der undurchdringlichen Wolkendecke von Dschungel und Wüsten geprägt ist. Das hat sich dann auch in der später aufgekommenen wissenschaftlichen Phantastik der Literatur und der Filmkunst niedergeschlagen, besonders in Form verschiedener Venusianer. Mit der Erkundung der wirklichen Bedingungen, vor allem seit der zweiten Hälfte der 1960er Jahre, ist es dann in dieser Beziehung um die Venus still geworden.
Der US-amerikanische Paartherapeut John Gray befasst sich mit den Unterschieden zwischen den Geschlechtern, die er v. a. auf genetisch veranlagte Eigenschaften zurückführt. In dem Zusammenhang wurde insbesondere sein zweites Buch Men Are from Mars, Women Are from Venus (1992; dt. Männer sind anders. Frauen auch. Männer sind vom Mars, Frauen sind von der Venus) bekannt, in dem Verständnisprobleme zwischen Mann und Frau im übertragenen Sinne auf eine „Herkunft von verschiedenen Planeten“ zurückgeführt wird.

#### In der Literatur
Hans Dominik beschrieb in seinem 1926 erschienenen Zukunftsroman Das Erbe der Uraniden die Venus als einen Planeten mit erdähnlicher Flora und Fauna, jedoch ohne intelligente bzw. humanoide Bewohner. Raumfahrer von der Erde finden dort die sterblichen Überreste humanoider Raumfahrer (Uraniden) aus einem anderen Planetensystem, die auf der Venus wegen einer Havarie landen mussten und durch den Genuss giftiger Früchte gestorben sind.
Edgar Rice Burroughs, der Schöpfer von Tarzan, verfasste von 1932 bis 1970 insgesamt neun Romane, die auf der Venus spielen, darunter Piraten der Venus, Auf der Venus verschollen und Krieg auf der Venus. Sein fünfbändiger Amtor-Zyklus wird auch Venus-Zyklus genannt.
Clive Staples Lewis schrieb 1943 den Roman Perelandra – nach seinem Namen für die Venus. Dieser zweite Roman der gleichnamigen Trilogie beschreibt das Reiseziel Venus des Sprachwissenschaftlers Ransom allegorisch als einen Planeten, auf dem noch das Paradies existiert.
1948 erschien von Robert A. Heinlein das Jugendbuch Space Cadet (Weltraumkadetten). Ein amerikanischer Offiziersschüler besteht als Bewerber der interplanetarischen Friedenspatrouille im Jahr 2075, im Einsatz für das friedliche Zusammenleben der verschiedenen Planetenvölker, seine erste Feuerprobe bei einem Einsatz auf der Venus, wobei er mit deren (friedliebenden) amphibischen Einwohnern interagiert.
1950 kam von Immanuel Velikovsky das spekulative Buch Welten im Zusammenstoß heraus, in dem die Venus innerhalb eines katastrophistischen Weltbildes eine zentrale Rolle spielt. Anhand von Geschichten und Mythen wird darin auf Ereignisse der letzten 5000 Jahre geschlossen. Die junge Venus, die sich aus von Jupiter abgelöster Materie als Komet gebildet haben soll, hat demnach auf einer unregelmäßigen Bahn mit ihrem Kometenschweif sowie durch ihre gravitative und elektromagnetische Wirkung die Erde mehrmals verwüstet.
1951 folgte nach anderen mit Between Planets (Zwischen den Planeten) ein weiteres Jugendbuch von Heinlein, das teils auf der Venus handelt. Mars und Venus sind von Kolonisten der Erde besiedelt, die in friedlicher Koexistenz mit jeweils einheimischen intelligenten Spezies leben. Hier rebellieren die Kolonisten des „Nebelplaneten“ Venus gegen die Regierung auf der Erde.
1951 erschien auch von Stanisław Lem der Roman Astronauci, der unter den deutschen Titeln Die Astronauten oder Planet des Todes herausgegeben wurde. Nach dieser Romanvorlage entstand neun Jahre später der Science-Fiction-Film Der schweigende Stern; siehe auch unten.

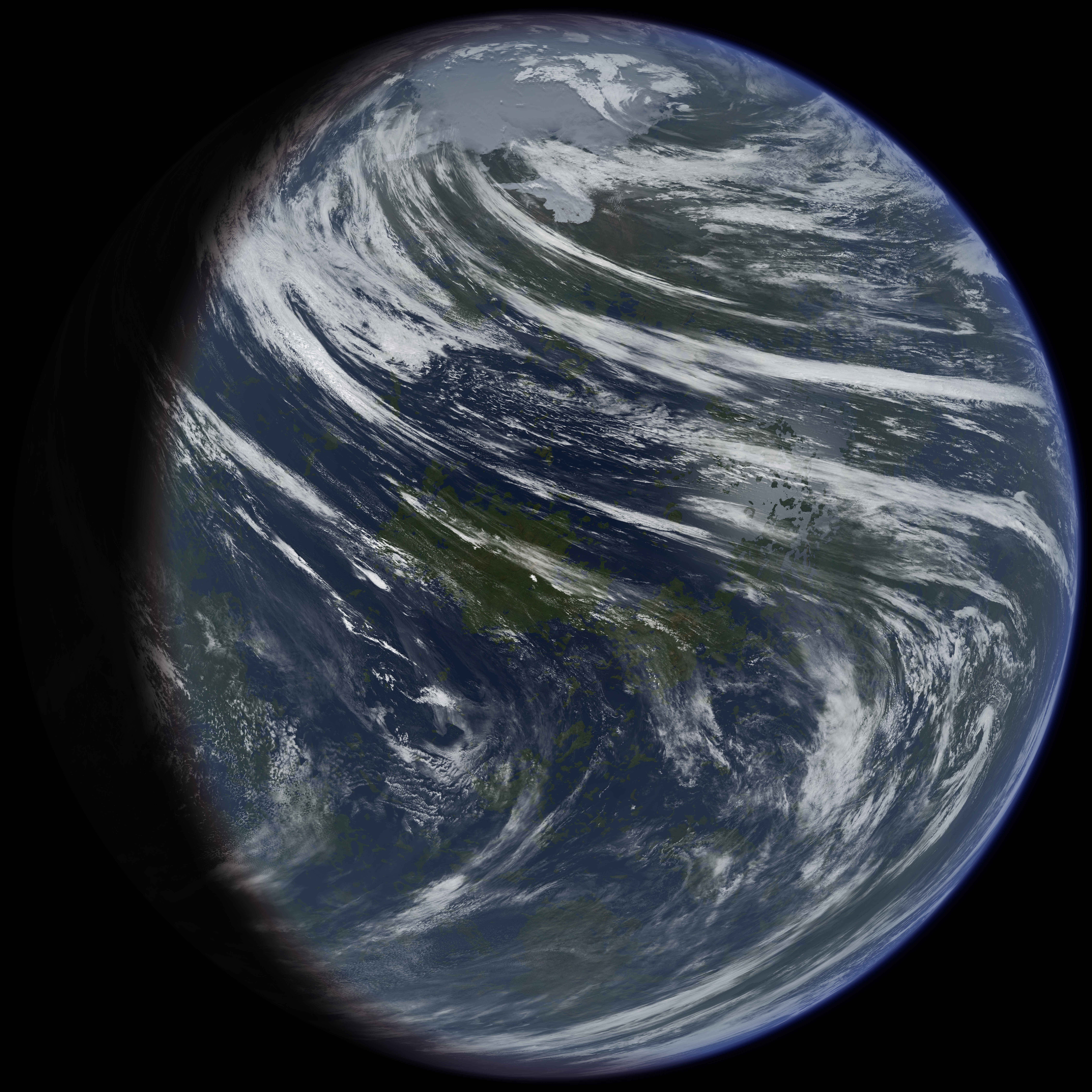
Künstlerische Darstellung der Venus nach einem Terraforming für eine Venuskolonisation

Es folgten weitere Science-Fiction-Romane, welche die Venus als urzeitliche Dschungelwelt darstellen:
- Gustav Harder: Das Atomschiff. 1954, über ein magnetisches Feld-Triebwerk.
- Alexander Robé: SOS von der Venus. 1956, über Kreidezeit und Saurier.
- Konstantin Wolkow: Notlandung auf der Venus. 1960, über Borane und Silane als Treibstoff.
- Erich Dolezal: Planet im Nebel. 1962, über Terraforming.
- Perry-Rhodan-Heft-Romane Nummer 8, 9, 20, 22, 23, 24, alle in den Jahren 1961 und 1962. Siehe auch Venus in der Perrypedia.[65]

1959 wurde in der Sowjetunion der Roman Atomvulkan Golkonda der Brüder Strugatzki veröffentlicht, in dem Vorbereitung, Flug und Landung von Kosmonauten auf der Venus etwa zum Ende des 20. Jahrhunderts beschrieben werden. Das Interesse der Geologen aus der kommunistischen Sowjetunion richtet sich auf eine Art natürlichen Reaktor auf der Oberfläche der Venus, den Golkondakrater, in dem sich nach einem Meteoriteneinschlag radioaktive Erze bilden. Die gefährliche Suche der Kosmonauten danach führt zum Tode mehrerer Teilnehmer der Expedition.
In Raumpatrouille Nebelwelt von Karl-Herbert Scheer (ZBV-Roman Nummer 16, 1963) ist die Venus wider Erwarten der Protagonisten keine Dschungelwelt.
1964 ist der Roman Das Erbe der Phaetonen von Georgi Martynow auf Deutsch erschienen. Die Venus und ihre menschenähnlichen Bewohner spielen in der sehr abwechslungsreichen Geschichte eine Nebenrolle als Zwischenstation auf der Suche nach den Spuren der alten Zivilisation des als Asteroidengürtel untergegangenen fünften Planeten Arsenia (Phaeton).
Die 31-bändige Jugendbuchreihe Weltraumpartisanen von Mark Brandis, die zwischen 1970 und 1987 in deutscher Sprache erschien, wählte die Venus als Sitz der „Venus-Erde-Gesellschaft für Astronautik“ nach einem nicht näher beschriebenen Terraforming.
Ben Bova widmete der Venus einen Band seiner „Grand Tour“ durch das Sonnensystem. Der Roman Venus aus dem Jahr 2000 handelt von einer kostspieligen Expedition, die die sterblichen Überreste des Sohnes eines der reichsten Männer der Erde bergen soll. Eine unvermutete Entdeckung in der Atmosphäre beendet das gefährliche Unterfangen aber beinahe.

#### Im Film
1954 entstand unter der Regie von Burt Balaban der Spielfilm Stranger from Venus. Ein Venusianer taucht darin auf der Erde auf, um der Menschheit die Befürchtungen auf seinem Planeten in Hinsicht ihrer atomaren Aufrüstung mitzuteilen.
1956 erschien mit It Conquered the World eine der frühen Filmarbeiten von Roger Corman. Nach dem Funkkontakt mit einem verschollenen Satelliten der USA kehrt dieser mit einem Invasionsabsichten tragenden Weltraummonster als eines der letzten seiner Art von der Venus zurück. Unter dem Vorwand, die Selbstzerstörung der Menschheit zu verhindern, bringt das Monster aus einem Höhlenversteck mit Hilfe von kleinen fliegenden Rochen einzelne Einwohner einer amerikanischen Kleinstadt in Schlüsselpositionen unter seine Kontrolle. 1966 gab es eine Neuverfilmung unter dem Titel Zontar the Thing from Venus von Larry Buchanan.
1958 kam von Regisseur Edward Bernds Queen of Outer Space in die Kinos. 1961 folgte die deutsche Synchronfassung In den Krallen der Venus. Die satirisch angelegte Handlung von schönen Frauen und echten Kerlen spielt im Jahr 1985. Ein Raumschiff der Erde wird mit seinen Astronauten von einer unbekannten Kraft vom Kurs abgebracht und auf die Venus entführt. Dort sind nach einem Krieg bis auf wenige Ausnahmen alle Männer auf einen Nachbarplaneten verbannt worden.
Nach der Vorlage von Stanisław Lems Roman Astronauci entstand von 1959 bis 1960 als Gemeinschaftsproduktion der DDR und Polen der Science-Fiction-Film Der schweigende Stern (Verleihtitel in der BRD: Raumschiff Venus antwortet nicht). Das Werk bezieht sich auf die Gefahr eines atomaren Weltkrieges. Nach der Identifizierung eines geheimnisvollen Fundes bricht im Jahr 1970 eine internationale Expedition zum Zweck der Nachforschung zur Venus auf und entschlüsselt unterwegs den Hinweis auf einen 1908 fehlgeschlagenen Angriff auf die Erde. Am Ziel angekommen, findet die Besatzung eine leblose, radioaktiv verseuchte Welt vor, auf der nur noch die automatischen Anlagen einer Vernichtungsmaschinerie laufen, der die Bewohner der Venus offenbar selbst zum Opfer gefallen sind.
1962 erschien von Regisseur Pawel Kluschanzew der sowjetische Spielfilm Planet der Stürme, der auf einer gleichnamigen Erzählung von Alexander Kasanzew basiert. Er handelt von einer ersten und verlustreichen Expedition zur Venus, deren überlebende Teilnehmer einschließlich eines humanoiden Roboters dort nach eigenem Plan in zwei Gruppen getrennt landen und sich daraufhin suchen müssen. Sie stoßen auf urzeitliche Lebensformen und Spuren menschenähnlicher Bewohner.

#### In der Musik
In der Musik hat Gustav Holst der Venus in seiner Orchestersuite Die Planeten (1914–1916) den zweiten Satz Venus, the Bringer of Peace (Venus, die Friedensbringerin) gewidmet.
Im Jahr 1961 besang Manfred Krug mit dem Lied Venus ein anvisiertes Ziel der sowjetischen Raumfahrt.
1962 brachte Paul Kuhn den Liebesschlager Wir fliegen zur Venus heraus.
1969 erschien der Topseller Venus der niederländischen Gruppe Shocking Blue.
1978 startete die Disco-Formation Boney M. mit Nightflight to Venus ihr drittes Album.
2013 startete Lady Gaga in ihrem Popsong Venus zum Planeten der Liebesgöttin.

### Namensrezeption
Die atmosphärische Erscheinung des Gegendämmerungsbogens wird wegen des in der Dämmerung sich hervorhebenden Morgen- oder Abendsterns Venusgürtel genannt.
Im Jahr 1955 wurde der Venus-Gletscher auf der antarktischen Alexander-I.-Insel nach dem Planeten benannt.
Nach dem Planeten sind auch einige Verkehrswege benannt:

Eine Venusallee gibt es im niederösterreichischen Mistelbach in der gleichnamigen Ortschaft. Eine Venusstraße gibt es in den Orten Bayreuth, Berlin-Altglienicke, Berlin-Reinickendorf, Binningen, Bövinghausen (Dortmund), Brinkum (Stuhr), Büchenbach, Castrop-Rauxel, Flüren (Wesel), Gaimersheim, Germering, Gilching, Hahlen (Minden), Haimbach (Fulda), Hamm, Jöllenbeck (Bielefeld), Krummhörn, Montabaur, Moosburg an der Isar, Nesselwang, Neuwied, Niederbühl (Rastatt), Niederndorf (Herzogenaurach), Ringheim (Großostheim), Solingen, Stotzheim (Euskirchen), Trotha (Halle (Saale)), Velbert, Wagenfeld, Weil (Oberbayern), Wiesbaden-Bierstadt, und Willich.

Einen Venusweg gibt es in Dronten, Essen-Überruhr, Feucht, Frankfurt (Oder), Fürth, Hütteldorf (Wien), Leeuwarden, Magdeburg, Marl, Rieste und Speldorf (Mülheim an der Ruhr).

Seit 1920 gibt es in Berlin-Neukölln einen Venusplatz, und seit 1984 in Roringen (Göttingen) einen Venusring. Bernau bei Berlin und Flensburg haben einen Venusbogen. Die Altstadt von Duisburg-Mitte hat eine Venusgasse.

## Siehe auch

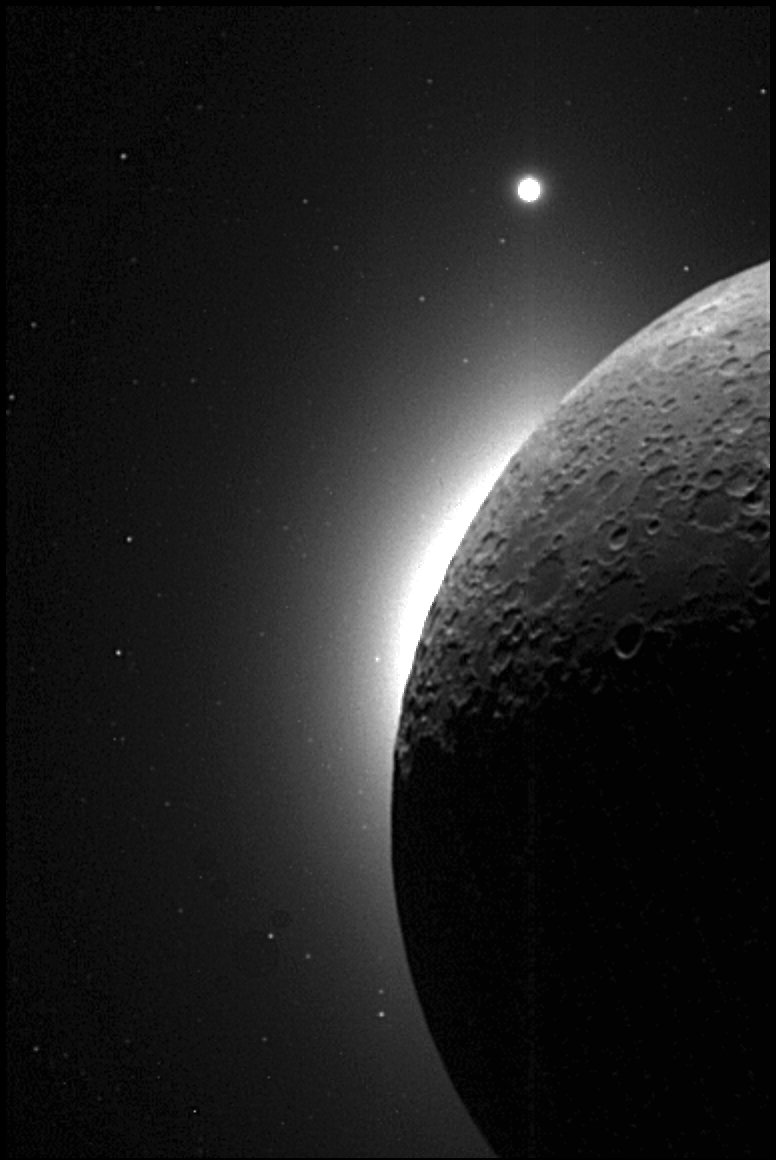
Aus Sicht der Sonde Clementine: Die „Vollvenus“ über der Korona der Sonne, die der nur im Erdschein sichtbare Mond verdeckt